# Affaire Rey-Maupin
Pour les articles homonymes, voir Rey et Maupin.
L'affaire Rey-Maupin est une affaire criminelle qui a eu lieu en région parisienne. Le 4 octobre 1994, Florence Rey et Audry Maupin après leur braquage de la pré-fourrière de Pantin, prennent en otage un chauffeur de taxi et son occupant avant d'ouvrir le feu sur des policiers place de la Nation à Paris. Cinq personnes perdent la vie au cours des fusillades.
Cette affaire marque les esprits par sa violence, la jeunesse des protagonistes, leur personnalité — en particulier pour le silence de Florence Rey — le mystère qui l'entoure ainsi que par ses possibles motivations politiques. Florence Rey et Audry Maupin ont été présentés comme des révolutionnaires anarchistes ou du moins des militants proches de l'extrême gauche. Ce fait divers a relancé le débat sur la peine de mort en France. Il a suscité un grand intérêt médiatique et a inspiré une importante production artistique.
Florence Rey fut surnommée par la presse la « tueuse née » ou la « tueuse de flics ». La fascination qu'elle exerça est liée, pour une grande part, à sa photographie d'identité judiciaire qui la présente apparemment impassible, les bras croisés, le regard vide ou défiant, avec une légère écorchure sur la joue.
L'affaire Florence Rey et Audry Maupin connaît un regain d'actualité médiatique avec celle du « tireur fou » qui sévit à Paris au mois de novembre 2013. Ce tireur est Abdelhakim Dekhar dit « Toumi », l'ancien complice du couple et désigné comme le « troisième homme ».

## Les auteurs
- Florence Rey, née le 27 août 1975 à Argenteuil. Bonne élève, éduquée dans un milieu catholique, son enfance est marquée par les hallucinations de son père atteint de schizophrénie. Selon ses camarades de classe, elle était douce, serviable et extrêmement timide. Elle aimait la nature et était passionnée par la littérature. En 1993, elle rencontre Audry Maupin et entame ensuite des études de médecine puis de lettres à l'université de Nanterre.
- Audry Patrick Maupin, né à Houilles le 20 avril 1972. Il est issu d'un milieu ouvrier. Passionné d'escalade, il était étudiant en philosophie à l'université de Nanterre. Il lisait Platon, Nietzsche et Hegel, mais également les penseurs anarchistes et situationnistes. Les œuvres de Bakounine et La Société du spectacle de Guy Debord semblent avoir eu une grande influence sur lui. Audry Maupin est proche du SCALP (Section carrément anti-Le Pen) et manifeste à Paris sous la bannière de ce groupuscule bien implanté à la faculté de Nanterre[1],[2],[3]. Ce réseau lutte contre le racisme et la xénophobie et regroupe une centaine de personnes dans la région parisienne[2]. Audry Maupin milite également dans les rangs de la Confédération nationale du travail (CNT) qui compte deux à trois mille adhérents[1] et prend part aux actions du Droit au logement (DAL)[3].

Florence Rey et Audry Maupin participent activement au mouvement anti-CIP, de mars 1994. Puis après la fin de celui-ci, Audry Maupin, qui rêvait d'un nouveau Mai 68, se radicalise selon les témoignages de son père et de ses amis au procès. Le couple abandonne alors ses études. Ils se marginalisent, fréquentent le mouvement autonome et s'installent à Nanterre dans un squat au no 1 de la rue Becquet.

## L'équipée meurtrière: les faits

### Rencontre de Maupin et Dekhar
Lors du défilé anti-CIP, Audry Maupin, 22 ans et son amie Florence Rey, 18 ans, rencontrent l'un des manifestants qui partage leurs idées, Gilles. Ce dernier propose au couple de participer à une autre marche de protestation : Agir ensemble contre le chômage. À l'occasion de cet évènement le 28 mai 1994 à Paris, Audry et Florence font la connaissance d'Abdelhakim Dekhar surnommé « Toumi », 28 ans.
Audry et Abdelhakim côtoient l'extrême gauche, les anarchistes et le milieu alternatif. Dekhar avait au cours de l'hiver 1990-1991 intégré un comité baptisé, Les Mutins de la mer Noire, dont le but était de s'opposer à la guerre du Golfe. Dans la mouvance autonome, les activistes se méfient de Dekhar qui se vante plus qu'il n'agit. La défiance à son égard s'intensifie. Qui est réellement Dekhar ? Un indicateur de la police ? Un partisan du Groupe islamique armé ? Un mythomane ?
Maupin se laisse séduire par ce révolté ou du moins qu'il prétend être. Abdelhakim Dekhar demeure à Aubervilliers depuis 1989 et la porte de Pantin se situe sur son parcours. Sa voiture a déjà été emmenée à la pré-fourrière de Pantin. Il connaît donc les lieux et les habitudes des gardiens.

### Achat des armes
Le 5 juillet 1994, Abdelhakim Dekhar achète un fusil à pompe à La Samaritaine pour la somme de 1 700 francs, sur présentation de sa propre carte d'identité. Il propose à Audry Maupin d'attaquer la pré-fourrière, s'emparer des armes des gardiens et s'en servir dans des futures attaques de banques. Il suffira d'attacher les gardiens avec leurs menottes. L'endroit n'a pas de liaison radio, l'alerte ne risque donc pas d'être immédiate. Cela laissera parfaitement le temps de s'échapper. Le plan est simple et limpide. Abdelhakim Dekhar réussit à convaincre Audry Maupin.
Le 29 septembre 1994, son amie Florence Rey, 19 ans, se renseigne pour l'achat d'une arme par téléphone, à La Samaritaine. Le lendemain 30 septembre 1994, elle va acquérir pour 2 370 francs, le second fusil à pompe, de marque Mossberg, calibre 12, dans ce même magasin en montrant un passeport au nom d'Emmanuelle Coupart. Le couple s'entraîne au tir dans la cave du pavillon.
Le lundi soir du 3 octobre 1994, Audry Maupin et Abdelhakim Dekhar effectuent une reconnaissance à la pré-fourrière de Pantin.

### Vol d'armes à la pré-fourrière de Pantin
Le mardi 4 octobre 1994 à 11 h 55, Florence Rey retire 400 francs dans un distributeur, place de la République à Paris. Cet argent sert à acheter deux cagoules et des gants dans un magasin de moto. L'après-midi de ce 4 octobre, Audry Maupin passe chez sa mère à Bezons dans le Val-d'Oise, chercher un outil pour « réparer sa cheminée ». En réalité, l'outil en question va servir à scier les crosses des fusils. Le plan est le suivant : Florence Rey et Audry Maupin prendront le RER, Abdelhakim Dekhar se rendra seul à Pantin. Ils se retrouveront tous les trois à la pré-fourrière. Abdelhakim Dekhar est chargé de faire le guet. Florence Rey et Audry Maupin passeront par le grillage, côté périphérique et attaqueront la guérite des gardiens. Leur sortie se fera par l'entrée principale, rue de la Marseillaise. Ensuite, le trio regagnera leur squat de Nanterre par le métro.
20 h 10 : Florence Rey et Audry Maupin sont à la gare du RER Nanterre-Ville. Les deux fusils, les munitions et les cagoules sont dissimulés dans un sac de sport. Après quelques changements, ils arrivent à la station de métro Porte de Pantin, empruntent l'avenue Jean-Jaurès, passent sous le pont et se dirigent vers la pré-fourrière où les attend Abdelhakim Dekhar.
21 h 25 : Florence Rey escalade la première le grillage de deux mètres. Audry Maupin à son tour franchit la clôture. Ils enfilent leurs cagoules et atteignent la guérite des gardiens. La porte du local est enfoncée et Audry Maupin crie : « Allez, couchez-vous ! Face contre terre. Vos flingues ! Vos menottes » ! Les deux gardiens sont dépourvus de menottes et leurs agresseurs n'ont aucun moyen de les attacher au radiateur. Hésitation dans la voix de Florence, « Ne bougez pas, couchez-vous » ! Audry Maupin sort une bombe lacrymogène, asperge les visages des gardiens, arrache les fils du téléphone et s'empare des armes, des révolvers Manurhin de calibre 38. Florence Rey et Audry Maupin s'enfuient et franchissent l'enclos. Un témoin, Pierre Quesnay, 39 ans, musicien, circule en voiture à proximité du portail, « intrigué par trois personnes qui dégagent une énergie très particulière. Ce groupe était dans un état d'excitation tel que j'ai été obligé de m'arrêter. Les deux hommes et la femme ouvrent un sac de sport et en sortent une arme de poing, qui se retrouve entre les mains du plus petit homme ». Le signalement correspond à Abdelhakim Dekhar qui sans plus attendre, se sauve le premier. Un des gardiens, François Restoul, 37 ans, encore commotionné, sort de la guérite et a juste le temps de voir Abdelhakim Dekhar courir rue de la Marseillaise. Pris de panique, Florence Rey et Audry Maupin se croient poursuivis et ne peuvent plus rattraper leur complice.

### Fuite en taxi
À hauteur du périphérique, un taxi attend que le feu passe au vert. Alors que le couple devait reprendre le métro pour le retour, Florence Rey court au milieu de la rue et se précipite sur le taxi à l'arrêt. Elle ouvre la porte arrière gauche de la Peugeot 405 break et s'assoit la première. Audry Maupin surpris par la réaction de Florence, est obligé de suivre. Un pas supplémentaire dans l'escalade criminelle. À l'intérieur du taxi se trouve un passager, le docteur Georges Monnier. Le chauffeur de taxi, Amadou Diallo, s'emporte « Vous voyez bien que j'ai déjà un client ». En réponse, Audry Maupin pointe son revolver sur la nuque du chauffeur et le menace : « Emmène-nous à Nation, et surtout pas d'histoire » !
De la place de la Nation, le couple envisage de prendre le métro pour rejoindre Nanterre. Le taxi emprunte le périphérique à vive allure. Audry Maupin demande les papiers d'identité au chauffeur et au passager, afin de connaître leurs adresses, garanties de leur silence et protéger ainsi leur fuite. Le docteur obtempère. Amadou Diallo pris de frayeur, assure qu'il ne peut conduire et chercher ses papiers en même temps. Audry Maupin s'énerve, « Tu te fous de notre gueule ! » et Florence Rey renchérit, après avoir fouillé la sacoche du chauffeur, « Tu vas me les donner ou je t'arrache l'oreille » ! Georges Monnier propose que le chauffeur arrête son taxi pour lui permettre de donner ses papiers et il essaie de dédramatiser la situation : « Je suis médecin, restez calmes, on vous déposera à Nation. Tout se passera bien ». Aucune réponse du couple. Le médecin enchaîne, « Écoutez, vous êtes jeunes, vous n'avez pas l'air méchant, soyons calmes ». Florence Rey l'interrompt : « Pas de psychologie, docteur Freud » ! Le chauffeur refuse toujours de remettre ses papiers d'identité. Audry Maupin menace à nouveau, mais rien n'y fait.
21 h 35 : place de la Nation, le feu au carrefour du boulevard de Charonne et le cours de Vincennes est au rouge. En face une Renault 19 blanche de la police, en patrouille. À l'intérieur trois policiers. Amadou Diallo aperçoit leur voiture et décide de provoquer un accident. Le chauffeur de taxi brûle le feu et vient percuter violemment la voiture de police. Les trois fonctionnaires, abasourdis, sortent du véhicule pensant à un accrochage, tandis qu'Amadou Diallo hurle : « Ils veulent me tuer ! Ils veulent me tuer » !

### Première fusillade
Audry Maupin aussitôt ouvre le feu à bout portant sur un des policiers, avec l'un des revolvers de Pantin, par la vitre avant gauche du taxi, ouverte. Le policier Thierry Maymard, 30 ans, fait face à Audry Maupin, à une distance d'un mètre cinquante environ et s'effondre sans avoir eu le temps de faire usage de son arme. Audry Maupin tire une seconde fois sur le deuxième policier, qui tombe à son tour, près de la Renault 19. Laurent Gérard, 25 ans, est touché dans le dos alors qu'il tentait de se protéger, sans avoir eu la possibilité, comme son collègue, de se servir de son arme. Le chauffeur de taxi Amadou Diallo, 49 ans, s'échappe du taxi et succombe aux tirs d'Audry Maupin. Le troisième policier, Régis Decarreaux, 33 ans, riposte. Florence Rey, depuis la place arrière du taxi, se met aussi à tirer. Le médecin profite de la confusion générale, ouvre sa portière et se glisse par terre, hors de la voiture. Les détonations se font l'écho des échanges de coups de feu. Des cris retentissent. Deux passants sont atteints par des balles perdues : une élève infirmière de 20 ans, Emmanuelle Véron, est touchée à la hanche et Alain Roussel, 43 ans, au cuir chevelu. La voix du policier Régis Decarreaux, se fait entendre : « Couchez-vous ! Couchez-vous » !
Florence Rey est maintenant à l'extérieur du taxi, agenouillée, une cartouchière en bandoulière, en train de recharger son fusil à pompe. Audry Maupin est blessé à la jambe. Florence Rey tente de faire revenir le médecin en le menaçant de son arme, pour qu'il soigne son compagnon blessé, en vain. Le Dr Monnier a juste le temps de se réfugier derrière un réverbère. Le troisième policier également blessé, continue de tirer en direction du taxi, puis cède du terrain face aux tirs du jeune couple. Audry Maupin s'empare des armes de service des policiers à l'agonie et abandonne l'un des fusils à pompe.

### Course-poursuite
21 h 40 : une Renault Supercinq noire est à l'arrêt, stoppée par la fusillade, comme d'autres véhicules. Les deux passagers, Jacky Bensimon et son cousin, se sont baissés derrière leur voiture. Ils assistent médusés à la scène qui vient de se dérouler : « Tous mes sens sont en éveil, aussi je sens, sans même le voir, sa présence [Maupin], puis j'entends le bruit des semelles de caoutchouc de ses chaussures, glissant sur l'asphalte. Au bruit irrégulier de ses pas, j'en déduis qu'il boite. Enfin je le vois. Il s'approche des policiers, s'adosse au véhicule de police, se baisse, ramasse l'arme que le premier policier abattu tient encore à la main, la glisse dans sa ceinture. Puis, glissant le long du flanc du véhicule, il se dirige vers le deuxième policier qui gît à deux mètres de là. J'entends le frottement de l'arme extraite de sa gaine. Il se relève, glisse l'arme dans son ceinturon. De là où je suis, je peux entendre le bruit de sa respiration, une respiration forte, saccadée. Ma terreur : qu'il s'aperçoive de ma présence. Je me relève légèrement tout en restant accroupi, fixe, de l'intérieur de ma voiture, la vitre en face de moi. Lorsque je tourne enfin la tête, je le vois qui s'éloigne. Serions-nous sauvés ? Non, bientôt, comme s'il avait senti notre présence, il arrive par notre gauche. Il se retourne. Ça y est, il nous a vus. Nous sommes perdus. Cauchemar ».
Audry Maupin se dirige vers eux et prend le conducteur Jacky Bensimon en otage. Florence Rey monte à l'arrière du véhicule et Audry Maupin s'installe devant : « Allez, roule, roule, tu vas nous sortir de là » ! Les avenues sont bloquées et les périphériques sont à éviter. La seule issue possible est de franchir la porte de Vincennes et de se diriger vers Saint-Mandé. Une voiture de police alertée par un message radio aperçoit le véhicule, tente de le rejoindre, essuie des tirs et se trouve distancée.
Jacky Bensimon engage une course effrénée, « devant moi, toujours des voitures. Impossible de doubler. Si. Là, j'ai le temps. Je double. Mais juste au moment où j'arrive à la hauteur de la voiture qui roule devant moi, en voici une autre qui surgit en face. Vite, je me rabats sur la voiture de droite. Je tape. C'est comme dans un film. Tous klaxonnent. Moi aussi, je klaxonne et fais des appels de phare. Feu rouge. Je passe entre les voitures de droite et de gauche, créant une troisième file. Feu rouge, je continue, heurte une voiture et continue. Je ne sais plus où aller ».
Au bois de Vincennes, un motard, Jean-Luc Poulouin, s'est lancé à leur poursuite. Florence Rey essaie de tirer mais croit que son fusil s'est enrayé. Elle passe l'arme à son ami. Le motard de police se rapproche de la voiture. Audry Maupin ouvre le feu à travers la vitre arrière qui explose. Florence Rey reprend le fusil à pompe, tandis que Maupin tire au revolver par la fenêtre. Énervée, elle lui dit : « Bute-le ! Bute-le » ! Le motard se met à zigzaguer sur la route pour éviter les impacts. De la lunette arrière, il distingue une tête blonde. Soudain, une balle ricoche sur la mentonnière du casque. Sous le choc, Jean-Luc Poulouin perd le contrôle de sa moto, qui glisse dans une gerbe d'étincelles. Le motard est légèrement blessé et s'en sort miraculeusement.

### Deuxième fusillade
21 h 45 : la voiture arrive route de Gravelle. Dans un grand virage, Jacky Bensimon découvre, à quatre cents mètres environ, un barrage de police, gyrophares allumés. Les policiers sont en position de tir. Florence Rey commande : « Vas-y, roule, roule, si tu t'arrêtes, j'te bute ! » en appuyant son fusil à pompe dans le dos de l'otage. À cent mètres du barrage, malgré la menace de Florence et par instinct de survie, Jacky Bensimon saisit le frein à main de toutes ses forces. Le véhicule fait deux tête-à-queue et s'immobilise. Sous le choc, Audry Maupin heurte sa tête contre le pare-brise, tandis que Florence Rey est déséquilibrée et perd le contrôle de son arme. Un coup de feu part et une cartouche transperce le plafond de la Renault 5,. Les renforts de police affluent et encerclent les fugitifs. Un policier met en joue le conducteur qui s'éjecte de la voiture et crie : « Ne tirez pas ! Ne tirez pas ! Je suis un otage » ! Le véhicule est à ce moment criblé de balles. Jacky Bensimon, pris pour un complice, est blessé au genou par un tir de policier au cours de la fusillade. Le policier hurle : « À plat ventre ! À plat ventre ! Bouge pas, à terre » ! 
Un motard, Guy Jacob, 37 ans, couche sa moto sur la chaussée et s'approche du véhicule, arme au poing. Nouvel échange de coups de feu. Audry Maupin, positionné à l'avant droit de la voiture, le vise et tire avec le Manurhin dérobé à Pantin. Guy Jacob vacille et alors qu'il se trouve à l'arrière de la voiture, une seconde balle issue du fusil à pompe, le frappe. Un autre gardien de la paix, Sébastien Bloudeau, 24 ans, est touché à la tête. Patrice Malon, le collègue de Guy Jacob, décharge son révolver en direction du passager avant. Audry Maupin est atteint par plusieurs projectiles et s'effondre sur le tableau de bord. Florence Rey s'est recroquevillée entre les sièges. Elle embrasse son compagnon, puis se laisse emmener par les forces de l'ordre.
Il est 21 h 50. Audry Maupin est grièvement blessé et meurt le lendemain à l'hôpital Bicêtre, le mercredi 5 octobre 1994 à 22 h 15, sans avoir repris connaissance.
« En trente minutes, cinq personnes, dont trois policiers, ont été tuées. Depuis bien longtemps, la capitale n'avait pas connu un tel bain de sang », écrit le journaliste Frédéric Couderc,.

## Les victimes
Le bilan humain de la double fusillade, place de la Nation et du bois de Vincennes, est très lourd :
- Amadou Diallo, 49 ans, chauffeur de taxi à Paris depuis dix-neuf ans, marié, cinq enfants, est mort à 22 h 07, le mardi 4 octobre 1994.
- Thierry Maymard, 30 ans, gardien de la paix à Paris, marié à Nicole, gardienne de la paix, deux enfants, est mort à 22 h 34, le mardi 4 octobre 1994.
- Laurent Gérard, 25 ans, gardien de la paix à Paris, sa compagne Sabine est élève infirmière, est mort à 22 h 49, le mardi 4 octobre 1994.
- Guy Jacob, 37 ans, motard de la police nationale, marié à Brigitte, gardienne de la paix, deux enfants, est mort à 1 h du matin, le mercredi 5 octobre 1994.
- Audry Maupin est mort des suites de ses blessures le mercredi 5 octobre 1994 à 22 h 15.

Les policiers Régis Decarreaux et Sébastien Bloudeau, le premier blessé place de la Nation et le second route de Gravelle, sont hospitalisés respectivement aux hôpitaux Henri-Mondor et La Pitié-Salpêtrière. Leurs vies ne sont pas en danger. Le motard Jean-Luc Poulouin est blessé légèrement lors de la course poursuite au bois de Vincennes.
Deux passants sont blessés place de la Nation : Emmanuelle Véron, élève infirmière de 20 ans, atteinte par une balle à la hanche gauche, est hospitalisée à La Pitié-Salpêtrière. Alain Roussel, âgé de 43 ans, touché au cuir chevelu est amené à l'hôpital Saint-Antoine. Leurs vies ne sont pas en danger.
L'otage Jacky Bensimon est blessé au genou dans la confusion de la fusillade du bois de Vincennes, par une balle qui provient de l'arme d'un policier. Il est emmené à l'Hôtel-Dieu où il est hospitalisé jusqu'au 15 octobre 1994.

## L'énigme Florence Rey, l'enquête et la couverture médiatique

### Les réactions
La violence des actes causés par ces deux étudiants inconnus des services de police et issus de familles apparemment sans problème provoqua un vif émoi dans le contexte des manifestations étudiantes contre le CIP. Pour Audrey Goutard, « C'est tout de suite politique, c'est un événement national […] immédiatement cela prend une dimension, qui nous dépasse […] Nous nous retrouvons devant un fait de société ».
Une cérémonie et des hommages furent rendus à la mémoire des trois policiers tués, cités à l'ordre de la nation et décorés de la Légion d'honneur, le vendredi 7 octobre 1994 à la préfecture de police de Paris. Le premier ministre Édouard Balladur promit que « l'application la plus sévère des lois serait réservée à ceux qui portent atteinte à la vie des représentants de la force publique. » Des responsables politiques, dont le ministre de l'Intérieur de l'époque, Charles Pasqua, relancèrent le débat sur la peine de mort, en se déclarant personnellement favorable pour son rétablissement et en particulier « ceux qui assassinent des responsables des forces de l’ordre ». Jean-Marie Le Pen, Jean-Antoine Giansily du Centre national des indépendants, et Philippe de Villiers profitèrent également de la fusillade de la place de la Nation, pour se prononcer en faveur de la peine capitale. Michel Sapin du parti socialiste et ancien ministre de la Justice, se dit choqué par une telle instrumentalisation et « il faut absolument éviter de relancer ce type de débat au moment où des drames se produisent ». Dans les rangs de la majorité, Philippe Séguin exclut tout débat sur la réintroduction de la peine de mort. Il s'oppose également au durcissement de la peine prévue pour le meurtre de policiers : « je trouve cette gradation dans l'horreur particulièrement déplacée. Je ne vois pas pourquoi ce crime serait plus horrible qu'un autre crime. Je ne connais pas de crime sympathique ». Le lundi 10 octobre 1994, un rassemblement est organisé à l'appel du Front national pour le rétablissement de la peine capitale, mais ne réunit que deux cents personnes à Paris. Au lendemain de la tragédie, plus de cinq cents chauffeurs de taxis ont exprimé leur colère par une manifestation, place de la Nation. Ils rendent hommage à leur collègue assassiné et réclament de meilleures mesures pour les protéger.
Ce fait divers intervient en plein débat à l'Assemblée nationale sur le projet de loi « sécurité ». Ce projet a suscité de vives polémiques entre l'opposition et le gouvernement d'alors, accusant ce dernier d'exploiter l'événement dramatique de la place de la Nation pour renforcer le dispositif sur la sécurité. Dès le 5 octobre 1994, Charles Pasqua à la tribune du Parlement, fait référence à Florence Rey et Audry Maupin pour justifier l'urgence du durcissement des mesures destinées à assurer l'ordre public : « les événements graves qui se sont produits la nuit dernière justifient que des mesures radicales soient mises en place pour combattre tous ceux qui menacent l'ordre public ». Il est soutenu par plusieurs éditorialistes : « Le débat théorique qui s'était engagé sur le risque de voir les forces de l'ordre abuser des prérogatives nouvelles qui leur sont octroyées […] paraît presque déplacé aujourd’hui. Car il y a plus que péril en la demeure. Il y a le feu. Voilà que surgissent, dans le centre de la ville, la violence gratuite et l'instinct de mort […] en ce sens les propositions de Charles Pasqua sur la sécurité peuvent être approuvées dans leurs grandes lignes ». Les lois dites Pasqua sur la sécurité seront finalement adoptées le 21 janvier 1995.

### La médiatisation
Emmenée dans les locaux de la police judiciaire ce mardi soir 4 octobre 1994, Florence Rey se mure dans le silence. Il fallut plus de dix heures d'interrogatoire pour qu'elle donne enfin son nom. Ce mutisme presque complet, qui dura plusieurs mois, est interprété par les psychiatres comme un « état de sidération ».
L'intérêt pour ce fait divers sanglant est renforcé par la diffusion de la photographie anthropométrique de Florence Rey qui fait la « une » de la presse. En l'absence de déclarations de l'accusée et de mobiles clairs, elle est l'objet de tous les commentaires. Comme le souligne un journaliste au moment du procès : « On s'apprêtait à juger une photo […] Avec son écorchure sur la pommette droite, son visage sale qu’on dirait noir de poudre […] son regard inhumain où brille encore une excitation meurtrière, Florence Rey apparaît à la une des quotidiens et des hebdos comme une goule sanguinaire, une terroriste murée dans son silence et dans sa haine ».
L'affaire fait l'objet de titres chocs dans la presse, avec ses interrogations : pourquoi ces deux jeunes gens si ordinaires, ont-ils semé la mort ? Certains médias vont dresser de Florence Rey, une légende noire. Elle devient la « tueuse de flics ». Un nouveau mythe est en train de naître, celui de Florence Rey, dans la continuité de ses aînées Nathalie Ménigon et Joëlle Aubron. Patricia Tourancheau, du journal Libération, fait remarquer que « Florence Rey a vraiment suscité une émotion et quelque chose de particulier ». Florence Rey n'a jamais eu la prétention de suivre la même voie que Louise Michel et a toujours réfuté l'idée d'incarner une nouvelle Pasionaria. Cette affaire médiatisée, impliquant une femme, provoque fascination et aversion à la fois. Elle grave son empreinte dans la mémoire collective et inspire écrivains, musiciens, artistes, réalisateurs de cinéma.
Dans les mois qui suivent la fusillade, des t-shirts à l'effigie de Florence Rey sont imprimés et des rappeurs lui dédient des chansons. Elle devient pour les uns, une icône rebelle, pour les autres, le symbole du malaise d'une jeunesse en panne d'avenir et d'idéal. Christophe Deleu souligne dans son analyse du traitement médiatique de cette affaire que « l'énigme Florence Rey, c'est aussi l'histoire d'une récupération médiatique, d'une réécriture de l'histoire de deux jeunes gens ». Certains journalistes avancent ainsi que leur coup de folie pourrait être inspiré par la vision du film d'Oliver Stone, Tueurs nés. Ils se fondent sur le fait qu'une affiche du film est trouvée dans le squat de Florence Rey et d'Audry Maupin. Un débat est lancé sur l'influence des films violents et sur leur interdiction. En réalité, cette affiche a été apportée par un photographe. Avec une habile mise en scène et suivant les besoins de l'image, le prospectus se retrouve également à côté d'une cartouche et d'un catalogue d'armes. Tout comme il est établi que le jeune couple avait agi au cours de leur équipée irrationnelle, de façon impulsive et immature.
Christophe Hondelatte donne son point de vue, à propos de cette médiatisation : « Cette affaire a fait fantasmer beaucoup de monde. Trop de monde. On y a vu un remake de Tueurs nés, le film d'Oliver Stone. On a voulu donner à ce crime un sens qu'il n'avait pas. Un mythe né d’une photo, celle de Florence, visage énigmatique, et d'une absence, celle d'Audry, tueur aux allures romantiques. Le grand public n'aime pas les assassins qui n'ont pas la gueule de l'emploi. Ces deux-là auraient eu une mine patibulaire et des airs de brutes qu'on les aurait sans doute vite oubliés. Parce qu'ils étaient jeunes, beaux et amoureux, le crime devenait impensable. On en parlerait jusqu'à la fin des temps. Il faut peu de choses pour nourrir la notoriété d'un fait divers ».
L'affaire est de nouveau médiatisée lorsque les médias évoquent la possibilité d'un lien avec les motivations d'Abdelhakim Dekhar, responsable de plusieurs fusillades à Paris en novembre 2013,.

### L'enquête
Une autre piste avancée fut celle de l'influence d'une idéologie d'extrême gauche qui aurait poussé les deux étudiants à s'en prendre aux forces de l'ordre. Elle se fondait sur le fait que l'on avait retrouvé de la littérature et des tracts anarchistes dans le squat ainsi que dans la chambre de Florence Rey chez ses parents. Une partie de la presse voit dans les deux jeunes gens des héritiers d'Action directe. Dans cette perspective, le vol d'armes de policiers aurait pu être une action préparatoire pour mettre sur pied un groupe terroriste révolutionnaire ou être l'épreuve pour intégrer un groupuscule déjà existant. Cette interprétation a semblé être confirmée par la mise en cause d'un troisième homme, Abdelhakim Dekhar, qui a proposé au couple l'attaque de la pré-fourrière à Pantin, fait le guet et qui se présentait comme membre des services secrets algériens chargé d'infiltrer, pour le compte de la police, la mouvance autonome,,.
L'hypothèse que les deux jeunes anarchistes auraient pu être victimes d'une manipulation a même été avancée. L'enquête révèle que le 6 octobre 1994, Abdelhakim Dekhar incite un de ses camarades, Stéphane Violet, 34 ans, intermittent du spectacle, scénariste et cinéaste, à s'enfuir car ce dernier a hébergé Florence et Audry. Stéphane Violet a aussi comme locataires, Maxime Aubin et sa compagne Emmanuelle Coupart, dont le passeport est utilisé pour l'achat du deuxième fusil à pompe. Le 8 octobre, Stéphane et son amie Cécile Debrenne, quittent la France pour Lisbonne au Portugal. Les investigations concernant l'achat du premier fusil à pompe permettent de remonter la piste jusqu'à Dekhar et le 18 octobre, il est interpellé par la brigade criminelle à son domicile d'Aubervilliers. Une fausse carte d'identité est retrouvée chez lui, ainsi que 10 000 francs en espèces. Abdelhakim Dekhar conteste obstinément être le « troisième homme » et se disculpe en dénonçant plusieurs militants d'extrême gauche. Selon son témoignage, le commanditaire pour l'acquisition de ce fusil serait Philippe Lemoual, un autonome de 30 ans qui a été condamné par le passé à cinq ans de prison pour une attaque de banque.
Le 28 octobre, à 6 h 30 du matin, quarante policiers cagoulés, équipés de gilets pare-balles, investissent le pavillon de Philippe Lemoual à Suresnes. Dans cette maison résident Philippe et sa fiancée Marie, ainsi que des amis du couple. Les enquêteurs trouvent un fusil à pompe acheté légalement et un court-métrage de Stéphane Violet : De la politique, inspiré d'un fait divers. Ce film retient l'attention des inspecteurs où il est question de prise d'otage et d'un gardien de la paix abattu avec son arme de service. Mis en examen pour complicité de vol à main armée et association de malfaiteurs, il est écroué à la prison de Fresnes pendant cinq mois. Dekhar implique également Stéphane Violet dans le recel de l'une des armes dérobées à Pantin et qui n'a jamais été retrouvée. La perquisition est restée vaine à l'adresse indiquée par Dekhar, rue Pixérécourt dans le 20e arrondissement de Paris, hormis une liasse de billets vierges de la SNCF, volée dans une gare de la Seine-Maritime. Abdelhakim Dekhar suggère que Stéphane Violet aurait peut-être remis l'arme à Maxime Aubin. Après une nouvelle interpellation et une perquisition, sans le moindre résultat, Maxime Aubin et Emmanuelle Coupart sont mis hors de cause. Dekhar a été condamné à quatre années de prison pour association de malfaiteurs, son caractère mythomane étant prouvé par les experts psychiatres. Au procès, aucune preuve n'est venue confirmer l'existence d'un groupe révolutionnaire plus vaste auquel auraient appartenu Florence Rey et Audry Maupin.
Florence Rey et Audry Maupin ont également été présentés comme un couple diabolique uni dans le crime à la Bonnie and Clyde ou comme deux jeunes « paumés » en rupture avec la société. Animés par une idéologie vaguement nihiliste et confrontés aux difficultés matérielles de la vie dans leur squat sans eau ni électricité, ils auraient voulu voler des pistolets dans le but de s'en servir pour faire des braquages de banque. Ils se seraient trouvés pris dans une spirale de violence qui les aurait dépassés. Cette hypothèse, défendue par les avocats de Florence Rey, a semblé s'imposer au procès, même si celui-ci n'a pas permis de faire toute la lumière sur l'affaire. Florence Rey resta, en effet, toujours très vague sur les circonstances et les mobiles de l'attaque de la pré-fourrière, et des fusillades qui l'ont suivie. Elle se contenta de répéter au juge d’instruction Hervé Stéphan, qu'elle n’avait pas voulu qu'Audry, dont elle continuait alors à parler au présent, risque sa vie sans elle. Florence Rey culpabilise d'avoir partagé « l'idée irréfléchie » d'Audry Maupin. Lors d'un interrogatoire devant le juge, le 21 juin 1996, elle déclare : « Je regrette que cela se soit passé, parce que cela a fait souffrir beaucoup de gens et que c'était stupide. Sur le moment, je n'ai pas réfléchi pour suivre Audry. J’étais dans des conditions pas très stables. J'avais du mal à m'opposer et à m'affirmer par rapport à Audry. Je me fais des reproches là-dessus. J'avais besoin de me sentir utile et qu'il me reconnaisse, ce qui n'était pas souvent le cas. »

### Le troisième homme
Après la reconstitution à la pré-fourrière de Pantin le 24 octobre 1995, a lieu celle de la fusillade de la place de la Nation le 15 novembre 1995, suivie celle de la route de Gravelle le 12 décembre 1995. L'enquête connaît un nouveau rebondissement le 19 janvier 1996, avec l’incarcération d’une personne soupçonnée d’avoir été le complice de Florence Rey et Audry Maupin : Stéphane Violet, auteur du court-métrage retrouvé chez Philippe Lemoual. S'agit-il du guetteur de la pré-fourrière de Pantin, surnommé le « troisième homme » ? L’ami du couple avait quitté son domicile précipitamment, au lendemain de la double fusillade place de la Nation et du bois de Vincennes, après la visite d'Abdelhakim Dekhar. Stéphane Violet était activement recherché et sous le coup d’un mandat d’arrêt international depuis le 29 juin 1995. Ce dernier s’est présenté spontanément ce 19 janvier 1996, au juge d’instruction Hervé Stéphan, qui l'a mis en examen pour « association de malfaiteurs et complicité de vol à main armée ». Cécile Debrenne, l'amie de Stéphane Violet, est également mise en examen pour « association de malfaiteurs », et laissée libre sous contrôle judiciaire.
Stéphane Violet rejette ces accusations et nie formellement avoir pris part avec le couple à l’attaque de la pré-fourrière de Pantin. Florence Rey interrogée le 14 février 1996 par le juge d’instruction, innocente Stéphane Violet et reconnaît qu'Abdelhakim Dekhar est bien le « troisième homme » de Pantin. Abdelhakim Dekhar dit « Toumi » était déjà mis en examen et placé sous mandat de dépôt pour avoir acheté, en présentant sa propre carte d’identité, l'un des deux fusils à pompe ayant servi pendant la fusillade. Au moment des faits du 4 octobre 1994, deux témoins, l'un des gardiens de la pré-fourrière de Pantin et un passant, ont bien aperçu une troisième personne dont le signalement correspond à Abdelhakim Dekhar.
Stéphane Violet a été libéré le 23 février 1996 et bénéficie d’un non-lieu dans cette affaire, tout comme son amie Cécile. Le mystère du troisième homme est enfin levé : Abdelhakim Dekhar est poursuivi pour « vols à main armée et participation à une association de malfaiteurs ». Le juge d’instruction a achevé ses investigations le 8 mai 1997.
La première chambre d’accusation de la cour d'appel de Paris renvoie Florence Rey et Abdelhakim Dekhar devant la cour d'assises le 3 juillet 1997. Les charges qui pèsent sur Florence Rey sont graves et son compagnon Audry Maupin étant décédé, elle doit répondre seule de : « vols à main armée, meurtres et tentatives de meurtres commis sur des personnes dépositaires de l'autorité publique dans l'exercice de leurs fonctions ayant précédé, accompagné ou suivi d'autres crimes, enlèvements et séquestrations de personnes comme otages pour favoriser la fuite des auteurs d'un crime, participation à une association de malfaiteurs ».

## Le procès

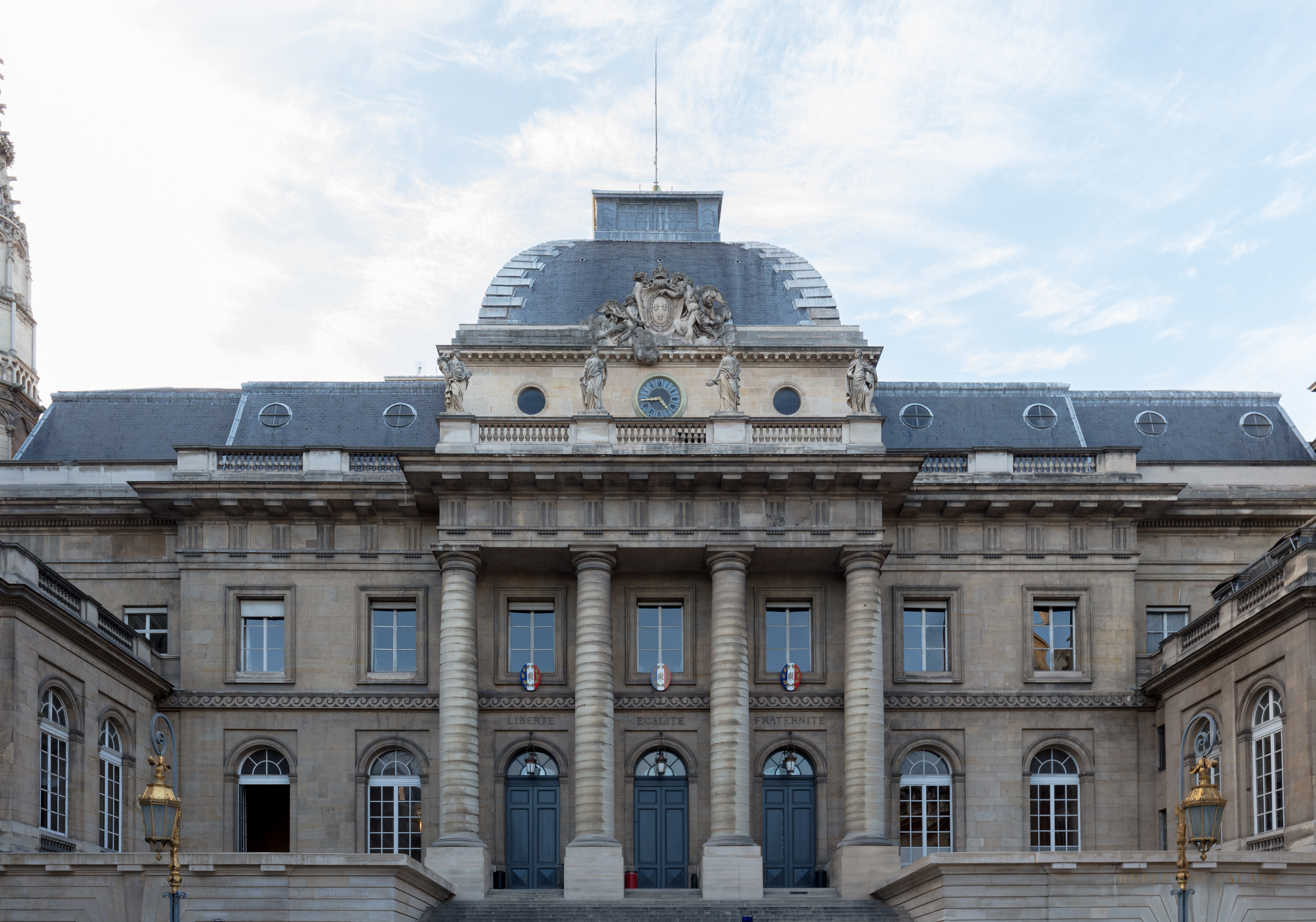
Le palais de justice de Paris où se déroule le procès.

### Cour d'assises de Paris
Le procès, très médiatique, s'ouvre le jeudi 17 septembre 1998 devant la cour d'assises de Paris. Florence Rey y apparaît prostrée et se montre presque incapable de s'exprimer au cours des deux semaines d'audience. Ses avocats, maîtres Henri Leclerc et Olivia Cligman lui reprochent même publiquement son attitude. Pour la défendre, ils la présentent comme une jeune fille qui a suivi par amour son compagnon dans son projet de braquage, sans en mesurer les conséquences, et dont la vie a basculé dans l'horreur dans la panique de la fusillade. Ils s'appuient sur les expertises balistiques, qui prouvent qu'elle n’a tiré aucun des coups de feu mortels, ainsi que sur le rapport des psychiatres. Ceux-ci décrivent l'accusée comme une adolescente fragile ayant grandi dans un « cocon familial pathogène » marqué par la maladie mentale de son père, victime d'hallucinations auditives et sensorielles graves, maladie qui était niée et cachée. Ils mettent en évidence la passion fusionnelle de Florence Rey pour Audry Maupin, sous l'emprise duquel elle était, la complémentarité malheureuse des deux personnalités et l'absence de dangerosité sociale de la jeune femme.
Au premier jour, après le rappel des faits, Florence Rey doit expliquer sa position à l'égard des accusations que l'on porte contre elle. Florence Rey est également interrogée sur sa relation avec Audry Maupin, la rencontre avec son coaccusé Abdelhakim Dekhar, les activités politiques et l'équipée meurtrière. Avant de répondre aux questions du président de la Cour d'assises de Paris, Jean-Pierre Feydeau, elle déclare : « Je voulais dire aux familles des victimes que j'étais désolée … Que ça a été un enchaînement effroyable. Je comprends leur douleur. Je sais ce que c'est de perdre quelqu'un … de perdre un ami, un père, une mère … enfin … l'arrachement que cela représente. J'aurais aimé que ça n'arrive pas ».

### Témoignages des otages et des familles des victimes
Le vendredi 18 septembre, c'est également la déposition du premier otage, le docteur Georges Monnier, qui décrit un jeune couple exalté dans l'action,. Si les témoignages oculaires sont confus et parfois contradictoires, tous s'accordent sur l'extrême violence de la fusillade de la place de la Nation,. Le deuxième otage, Jacky Bensimon livre le récit du cauchemar de la course poursuite dans le bois de Vincennes, puis de la dernière fusillade. Pris pour un complice, il a reçu dans le genou, une balle qui provient de l'arme d'un policier. Selon Jacky Bensimon, Audry Maupin était dans un état d'excitation par opposition à Florence Rey, très calme,,. Manifestement accablée, Florence Rey dit simplement qu'elle était paniquée et « ne savait plus quoi espérer pour que ça s'arrête ». Si elle a tiré, c'est « pour protéger Audry, je n'ai pas vraiment tiré sur des hommes ». Les experts en balistique ont confirmé que Florence Rey n'a tiré aucun coup de feu mortel.
Tout au long de ce procès, les témoignages se succèdent. Le mardi 22 septembre 1998, ce sont ceux des familles des victimes. Brigitte Jacob, l'épouse du motard Guy Jacob, 37 ans, tué au bois de Vincennes : « quand Guy est mort, je suis morte avec lui. J’avais trente-six ans… Si des témoins disent ne plus se souvenir de ce qu’ils ont vécu il y a quatre ans, moi je peux raconter précisément le glas de Notre-Dame, les haies d’honneur, les gens qui se signent au passage des cercueils. Je peux parler de mon fils. Il a vingt ans… ». Et elle se tourne vers l'accusée : « …il a le même âge que vous. Il ne vous pardonne pas ».
La veuve de Thierry Maymard, abattu place de la Nation à l'âge de 30 ans, évoque le métier de son mari qui s’occupait des : « …infractions au code de la route. Jamais il n'a eu à sortir son arme ». Le président Feydeau demande à Madame Maymard, elle-même policier, si elle a repris du service : « oui. Mais je travaille sans la tenue. Je ne peux plus remettre une tenue ».
La mère de Laurent Gérard, tué à 25 ans place de la Nation, s'adresse à Florence Rey : « pourquoi n'avez-vous pas voulu prendre d'arme, le jour de la reconstitution ? ».
Florence Rey : « parce que… des armes… je n'ai plus envie d’en toucher… je voulais dire… j'ai conscience que… »
Madame Gérard : « non, vous n'avez pas conscience ! Vous ne pouvez pas imaginer. Vous saviez ce que vous faisiez. À aucun moment, vous n'avez tenté d'arrêter. Quand on achète une arme, c'est pour s'en servir ! »
Florence Rey, cherche ses mots : « je voulais pas tout ça… Je comprends… »
Madame Gérard, la mère de ce fils unique, répond aussitôt : « non, vous ne pouvez pas comprendre ! »,.
Madame Diallo, la veuve du chauffeur de taxi Amadou Diallo, 49 ans, tué place de la Nation, est arrivée de Guinée depuis trois mois pour être présente au procès. Elle ne parle pas français et c'est son avocat, Maître Jean Chevrier qui exprime en son nom, sa douleur : « elle a pleuré tous les jours ».

### Réactions des accusés
Au fil du procès, Florence Rey replonge de plus en plus dans le mutisme qui l'avait prise durant des mois après le drame : « face au miroir des témoignages reflétant la terreur et l'indicible, Florence Rey avait tout au long de l’après-midi retrouvé son regard vide. Son visage sans vie, abattu qui fut celui de sa garde à vue silencieuse, où elle n'avait livré que cette seule déclaration : Je n'ai tué personne ». Son avocat, Maître Henri Leclerc la supplie de s'exprimer, en vain. Elle s'avère incapable de répondre, même aux questions les plus simples à tel point que l'avocate générale ou le président de la Cour d'assises, finissent par renoncer à prolonger les interrogatoires. Un profond malaise envahit le tribunal.
Les psychiatres donnent une tentative d'explication à cet étrange comportement,,,. Pour eux, Florence Rey qui a grandi avec le lourd secret de la maladie de son père, dans un univers clos et silencieux, ne parvient pas à mettre en mot ce qu'elle a vécu et ce qu'elle ressent. Son enfance passée dans un milieu paradoxal où ce qui est anormal est présenté comme normal explique sa tendance à la rêverie et sa difficulté à distinguer le réel, de l'irréel. Les experts décrivent son parcours comme une suite de « bascules ». L'adolescente fragile serait passée de l'enfermement familial à une relation fusionnelle avec Audry Maupin, idéalisée à l'extrême, sur lequel elle s'est complètement reposée pour étayer sa personnalité. La libération qu'elle a cru y trouver, s'est révélée un nouvel enfermement. Pour les psychiatres, Florence Rey s'est épuisée à vouloir correspondre à l'image que son amant attendait d'elle. A contrario, elle a été un objet d'affolement pour Audry Maupin durant la fusillade. Face à elle, il voulait ressembler au héros inébranlable, protecteur. Michel Dubec, expert auprès de la Cour d'appel, et son confrère psychiatre, le docteur François Cousin, concluent à la « complémentarité malheureuse » des deux jeunes gens, de leurs caractères et de leurs inconscients. Michel Dubec souligne cependant que l'équipée meurtrière n'est qu'un « accident » dans la vie de Florence Rey et qu'il n'y a aucun risque de récidive.
Le coaccusé, Abdelhakim Dekhar alias « Toumi », est défendu par maîtres Emmanuelle Hauser-Phelizon et Raphaël Constant. Il reconnaît avoir acheté avec sa pièce d'identité l'un des deux fusils à pompe ayant servi lors des fusillades, tout en niant les accusations de complicité dans le braquage de la pré-fourrière de Pantin. Florence Rey a pourtant désigné Dekhar comme étant « le troisième homme » en février 1996, chargé de faire le guet lors de l'attaque à main armée, mais ce dernier persiste : « je ne connais, ni Mademoiselle Rey, ni Monsieur Maupin ». Il affirme être victime d'un complot de la mouvance autonome. Sa ligne de défense reste invariable et déclare « faire partie de la sécurité militaire algérienne ». À l'en croire, il était chargé par le gouvernement algérien d'infiltrer l'extrême gauche française, en relation avec des réseaux islamistes. Enfin, Dekhar parle de fréquents voyages en Algérie, Angleterre et la France. Selon ses déclarations, il se trouvait le soir du drame chez l'une de ses sœurs, à Londres. Cette présence à Londres est mentionnée qu'en septembre 1996, soit deux ans après l'incarcération de Dekhar. Alibi démenti par son propre frère, en rupture avec sa famille. Les experts psychologues établissent clairement le portrait de l'accusé comme un « individu aux tendances affabulatoires et mythomaniaques qui font de lui un agent de l'ombre, investi d'une mission politique au service de la cause algérienne ».

### Témoignages des familles des accusés
Le jeudi 24 septembre 1998, les parents, puis les amis de Florence Rey et d'Audry Maupin, viennent témoigner à la barre. Les parents de Florence Rey réaffirment le mythe de la famille « normale », écorné par les experts-psychiatres. La mère de l'accusée refuse de parler de la maladie de son mari qui relève, selon elle, du secret médical. Elle décrit Florence comme une enfant modèle : « c'était la fille que tout parent rêve d'avoir ». Son père confirme les mêmes propos : « jusqu'à ses 18 ans, Florence a été parfaite ». Anne-Marie Rey, qui n'a jamais rencontré Audry Maupin, explique que Florence était subjuguée par son premier amour. Pour son frère, Jean-Noël : « Florence suivait Audry comme un petit chien ».
Après quatre ans d'enquête, les parents d'Audry Maupin attendaient le procès dans l'espoir de comprendre comment leur fils et sa compagne en sont arrivés à commettre l'irréparable,,,,. Le président Jean-Pierre Feydeau les avait autorisés à assister au procès, ce qui est exceptionnel pour des témoins. La mère d'Audry, Chantal Maupin, témoigne : « je sais qu'Audry est responsable de la tragédie. J'ai la douleur de l'avoir perdu, la douleur de ce qu'il a fait, et de toutes les souffrances qu'il a créées ce soir-là ». Elle ajoute : « Je ressens ce que ressentent toutes les mères qui ont perdu leur fils, et Florence ressent ce que ressentent toutes les veuves qui ont perdu leur compagnon ». Chantal Maupin, atteste qu'« Audry était entier, gentil, intransigeant », mais aussi qu'il « n'abandonnait jamais, il allait jusqu’au bout ». Selon elle, Florence et Audry étaient très amoureux, mais Florence n'osait pas contredire Audry. Stéphane Violet et les amis du club d'escalade confirment le caractère dominant du jeune homme, son impatience à exister face à la société et le désir de Florence à exister aux yeux de son amant. Audry mettait souvent Florence à l'épreuve que ce soit en escalade, au ski ou dans les discussions politiques. Lysiane Maupin confirme ce trait de caractère de son frère : « C'était difficile de dire non à Audry. Il fallait suivre, s'accrocher, être à la hauteur ». Le père d'Audry ne cache pas que son fils était révolté et rêvait de changer la société. Lui qui reprochait à ses parents l'échec de mai 68, s'était totalement engagé dans les manifestations des étudiants de 1994. La fin du mouvement avait été une désillusion pour lui. À partir de ce moment, Audry Maupin se radicalise, abandonne la faculté et coupe progressivement les liens avec sa famille. Bernard Maupin n'a pas d’explication sur l'attaque de la pré-fourrière de Pantin. Il ne croit pas à la thèse des braquages pour avoir de l'argent. Il ne voit pas Audry « s'embarquer dans un tel projet uniquement pour de l'argent, ou alors comme moyen d'alimenter une cause ». Il se demande si son fils n’a pas été manipulé par Abdelhakim Dekhar. Pour les parents d’Audry, le couple n’avait pas l'intention de tuer. Lorsque le taxi est entré en collision avec la voiture des policiers, Audry est « devenu fou » déclare sa mère, Chantal Maupin. Et au bord des larmes, elle poursuit : « Il a tué. Il a tué tout le monde. Je crois que ce soir-là, personne ne pouvait l'arrêter. Il n'y avait qu'une balle qui pouvait l'arrêter ». Aux témoignages des parents, vient celui de leur fille Lysiane, la meilleure amie de Florence Rey, très émue : « Audry a payé pour ce qu'il a fait. Il ne faudrait pas que ce soit Florence qui prenne à sa place, ce que lui, ne peut pas prendre comme punition ».

### Plaidoiries des parties civiles
Le lundi 28 septembre 1998, s'ouvrent les plaidoiries des parties civiles. À leurs yeux, Florence Rey n'a « aucune circonstance atténuante ». Les avocats qui les représentent s'attachent à mettre à mal son personnage de jeune fille effacée derrière son compagnon Audry Maupin. « Je représente trois tombes de marbre froid » dit Maître Françoise Berrux, au nom des familles des trois policiers abattus : « Celles-ci ne peuvent admettre que leur mort soit le prix à payer d'une erreur de jeunesse, au nom de la liberté au bout du fusil ». Pour elle, comme pour Maître Marie-Christine Chastant-Morand, Florence Rey avait « la volonté de tuer, et, si elle a raté sa cible, c'est parce qu'elle a été maladroite ». Pour les deux avocates, Florence Rey et Audry Maupin sont les « deux rouages indispensables de la mécanique criminelle ». Ils sont unis dans l'amour comme dans le crime. Les parties civiles disent leur déception de ne pas avoir obtenu les réponses qu'elles attendaient. Elles se demandent quel est le vrai but du vol des armes et si Florence Rey ne protège pas des complices. Surtout, elles opposent la Florence Rey pleine de sang-froid et de détermination le soir des faits, à la Florence Rey presque invisible et inaudible dans le box des accusés. « Elle a aujourd’hui un petit regard terne de chien battu, elle avait hier un regard de fauve ».
Maître Jean Chevrier, avocat de la famille d’Amadou Diallo, interpelle Florence Rey : « Ses papiers, que vous lui demandiez de vous donner dans le taxi et qu'il refusait de vous donner, c'était toute sa vie. C'était un problème de survie pour lui. Je vous demande simplement de réaliser les cinq à dix minutes de terreur que vous lui avez fait subir ». Maître Chevrier évoque « la solidarité des chauffeurs de taxi », mais s'interroge sur celle de la République : « Amadou Diallo a bien eu une décoration, mais la préfecture refuse d'accorder une carte de résident de dix ans à sa femme, qui ne pourra voir ses trois enfants, français, ou qui ne pourra se rendre comme elle le souhaite, au cimetière de Thiais, sur la tombe de son mari ». Il considère Florence Rey comme « une tueuse qui n’a pas tué ». Il juge qu'elle a eu une influence « vénéneuse », voire « pousse-au-crime », sur Audry Maupin.

### Réquisitoire et dernière plaidoirie
L'avocate générale, Évelyne Gosnave-Lesieur prononce son réquisitoire le 29 septembre 1998. Pour elle, Florence Rey est coauteur et non complice du meurtre des trois policiers. Elle s'appuie également sur les contradictions des témoignages, et en raison d'« un flou qu'elle considère comme présomptions », juge responsable Florence Rey dans le décès du chauffeur de taxi, Amadou Diallo, allant à l'encontre des expertises balistiques. Pour l'avocate générale, à aucun moment Florence Rey n'a été que l'ombre effacée de son amant. Elle ne faisait qu'un avec lui et devançait même les attentes de celui qu’elle aimait. Elle critique également l'attitude de l'accusée durant le procès. Elle reproche à Florence Rey d'avoir « adopté le profil d'une victime accablée par le destin », et de jouer les « petites filles ». Pour elle « Rey Florence ne pleure que sur elle-même » et n'a pas de sentiment de « culpabilité réelle et authentique ». Elle demande aux jurés de ne pas se laisser apitoyer par l'histoire d'amour tragique qu'on leur raconte. « Des jours durant, vous avez vu l'accusée Rey Florence, empêtrée dans ses explications, refusant de fournir des réponses plausibles aux questions les plus simples (…) Ne reconnaissant que ce qu'elle ne peut nier ». Madame Évelyne Gosnave-Lesieur insiste sur la « gravité particulière des faits ». En cela, elle devrait normalement réclamer la perpétuité, mais ne requiert « que » trente années d'emprisonnement, en raison du jeune âge de l’accusée et du climat de « violence psychique de l'environnement familial ». L’avocate générale ne demande pas que cette peine soit assortie d’une période de sûreté, mais dit laisser au juge d’application des peines « le soin de vérifier l’évolution de l'accusée ». Elle affirme vouloir ainsi laisser à Florence Rey, une « dernière chance ».
Le procès touche à sa fin. La dernière plaidoirie revient à l'avocat de la défense, Maître Henri Leclerc: « Vous ne pouvez pas la faire payer pour Audry ! …Florence est devant vous, désemparée, ne pouvant dire les remords qui la taraudent. Oui, elle s'en veut de la mort de Laurent Gérard, Thierry Maymard, Amadou Diallo et Guy Jacob. Mais elle n’a tué, ni les uns, ni les autres. Elle ne voulait pas leur mort ». L'avocat dénonce le coup bas de l'accusation qui a essayé de faire porter à Florence Rey la responsabilité de la mort du chauffeur de taxi. Maître Henri Leclerc s'inquiète : « j’ai peur que vous n'ayez pas compris ce visage », et revient sur le parcours de la jeune fille de 18 ans qui « a quitté un enfermement pour un autre, pour se donner l'illusion de la liberté. Elle est partie vers le soleil. Le soleil la conduisait à la mort. Et elle ne le savait pas ». Il évoque le chemin parcouru par sa cliente qui « se bat pour ne pas être une héroïne, ne pas être un exemple ». L'avocat évoque également la question des remises de peine : « Il n'y a jamais de libération conditionnelle pour qui a tiré sur des policiers ». Maître Leclerc enchaîne à ce propos et s'adresse aux jurés : « Elle fera la peine que vous lui donnerez. Alors, vous allez compter les années. Si Audry avait été là à ses côtés, combien aurait-elle pris ? N'oubliez pas que vous jugez les actes d'une adolescente, très jeune fille aujourd'hui. Pensez à la femme qu'elle deviendra. Savez-vous l'âge qui avance en prison, à la Centrale de Rennes ? Ne jugez pas pour semer le désespoir, ou au nom d'un ordre nécessaire, jugez-la pour la ramener parmi nous. Je vous demande d'être justes, donc d'être humains ».
À la fin des débats, le président de la Cour, Jean-Pierre Feydeau, demande à Florence Rey si elle souhaite ajouter quelque chose à sa défense, avant que les jurés ne se retirent pour délibérer. Sa seule réponse est : « Non … ».

### Le jugement
Le mercredi 30 septembre 1998, après cinq heures trente de délibéré, la cour d'assises de Paris condamne Florence Rey à une peine de vingt années de réclusion criminelle, sans période de sûreté comme coauteur du meurtre de l'un des policiers et complice de celui des trois autres victimes. Abdelhakim Dekhar est condamné à quatre années de prison pour association de malfaiteurs et acquitté pour le vol d'armes à la pré-fourrière de Pantin. Le jeudi 1er octobre 1998, les trois magistrats de la cour condamnent également Florence Rey à verser 2,35 millions de francs de dommages et intérêts aux parties civiles. Les familles des victimes se sont déclarées déçues de la clémence du verdict. Pour maître Henri Leclerc, il s'agit « d'une peine lourde, très lourde, mais qui laisse de l'espoir ».

## Détention et libération de Florence Rey

### La détention

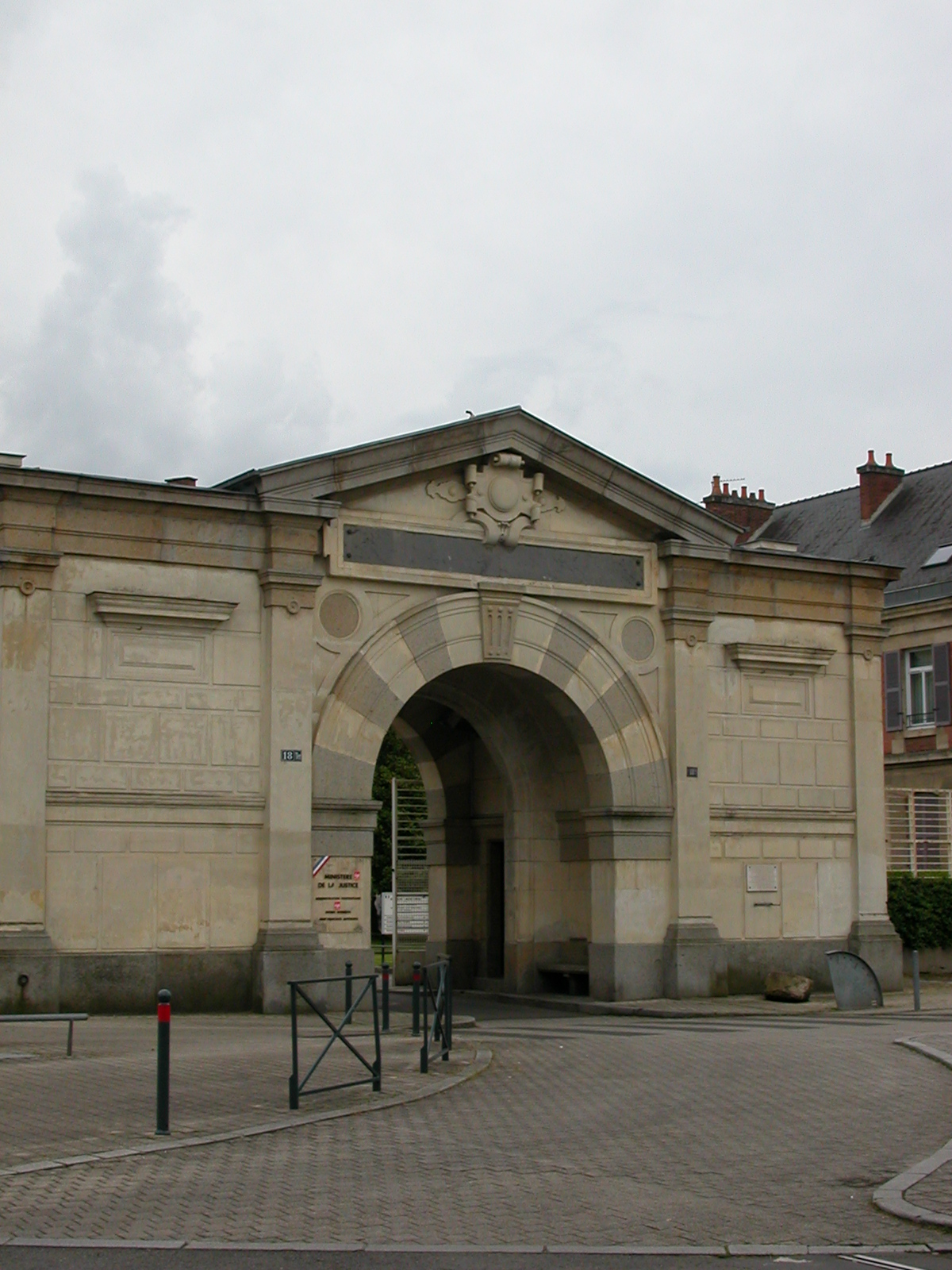
Entrée de la prison du centre pénitentiaire pour femmes de Rennes.

Florence Rey purge sa peine d'abord à la maison d'arrêt de Fleury-Mérogis de 1994 à 2000, puis au centre pénitentiaire pour femmes de Rennes jusqu'en 2009. Elle fait, selon les informations diffusées à l'époque, plusieurs tentatives de suicide durant les premières années de sa détention. Elle est placée en isolement de novembre 1994 à juin 1995 à cause du risque de suicide et du plan de la prison, dessiné par elle, retrouvé dans sa chaussure, interprété comme une tentative d'évasion. Elle refuse les tranquillisants et les somnifères qui accompagnent généralement les repas. Quelques mois avant le procès qui a lieu du 17 au 30 septembre 1998, Florence Rey souhaite que le père d'Audry, Bernard Maupin, ne vienne plus lui rendre visite à la prison de Fleury-Mérogis. À l'époque du procès, elle apparaît comme une détenue calme et discrète, appréciée par les autres prisonnières. Elle vient en aide à ses codétenues, qui soulignent sa disposition bienveillante à l'égard des autres, apprend l'informatique, le traitement de texte, la bureautique, participe à l'atelier théâtral de la prison et se réfugie à la bibliothèque de la maison d’arrêt.
La presse rapporte que Florence Rey est rouée de coups dans la cour promenade de Fleury-Mérogis, le 14 février 1999 par des détenues mineures alors qu'elle participe à un goûter d'anniversaire. Les gardiens n'interviennent pas et les secours semblent avoir tardé alors que la détenue restait sans connaissance. L'enquête interne, dont les conclusions ne sont pas rendues publiques, est ouverte par l'administration pénitentiaire afin de déterminer les circonstances de l'incident. Ses avocats envisagent de porter plainte pour non-assistance à personne en danger,,,.
Après son procès, Florence Rey renonce à son pourvoi en cassation. La cour, en conséquence, constate le 14 avril 1999 ce désistement qui rend définitive la condamnation. De Fleury-Mérogis, la détenue est donc transférée à la maison centrale de Rennes en 2000. Tout au long de son incarcération, elle refuse les sollicitations de la presse et impose le même silence à ses proches. Elle est soutenue par sa mère qui est très présente durant sa détention.
En janvier 2001, au centre pénitentiaire pour femmes de Rennes, Florence Rey demande à Chantal Maupin de ne plus venir la voir, après leur mésentente. La mère d’Audry donne sa version des faits : « Elle a voulu mettre un point final à cette histoire. C'est compréhensible, même si c’est dur à avaler ». À partir de 2004, elle reçoit les visites de son nouvel ami, le réalisateur de cinéma Jacques Richard, de vingt-et-un ans son aîné,, qui l'aide à se reconstruire.
À la maison centrale de Rennes, Florence Rey fait beaucoup de sport, se passionne pour la peinture et se perfectionne en informatique. Elle fréquente assidûment la bibliothèque et participe au jury d'un prix littéraire, le prix Wepler. Elle obtient ses premières permissions en 2007 de la part du juge de l'application des peines, quand l'administration de la prison organise ses sorties extérieures. Elle se consacre aux études et prépare avec sérieux son insertion à venir, selon le personnel pénitentiaire. Très indépendante dans le choix professionnel, elle est consciente de la difficulté que représente son dossier sensible et médiatisé. Elle suit des études universitaires d'histoire-géographie, mais celles-ci offrent peu de débouchés dans le cadre de son insertion. Pour compléter sa formation et encouragée par sa conseillère d'insertion et de probation, elle décide de s'orienter vers un BTS d'assistante de gestion PME-PMI pendant les deux dernières années de sa détention. Elle effectue son premier stage dans une entreprise en février-mars 2008 et un second à la même période, l'année suivante. Elle est autorisée à sortir pour faire ces stages à Rennes. Elle passe les épreuves de son BTS juste après sa libération. Décrite comme une détenue modèle par l'administration pénitentiaire, qui qualifie sa détention d'exemplaire, Florence Rey travaillait à la cuisine du centre de détention.
Le directeur de la prison de Fleury-Mérogis écrivait déjà à son propos en 1995 : « son comportement en détention est exemplaire, ses relations avec le personnel, irréprochables. Discrète, Florence Rey semble indifférente à l’impact médiatique de son affaire et n'en joue aucunement en détention ». Michel Beuzon, directeur du centre pénitentiaire de Rennes exprime la même opinion.

### La libération
Condamnée le 30 septembre 1998 à vingt années de réclusion, Florence Rey bénéficie des réductions de peine que tous les détenus reçoivent normalement pour bonne conduite et pour leurs efforts de réinsertion. Elle est donc libérée grâce à ce processus le 2 mai 2009, après quinze années d'emprisonnement. Les informations concernant sa détention sont données dans un communiqué diffusé par l'administration pénitentiaire. L'annonce officielle le 25 juin 2009 de sa libération en fin de peine dans la presse, paraît exceptionnelle aux professionnels du droit. Cette nouvelle fait la une des médias et provoque des réactions très vives dans les commentaires des lecteurs sur les sites des journaux, dans les forums de discussion et dans les blogs. Le syndicat de police Alliance se dit choqué que des réductions de peine soient accordées à une personne ayant tiré sur les policiers. Le syndicat demande l'ouverture d'un débat sur l'exécution des peines en France. La garde des Sceaux, Michèle Alliot-Marie, interrogée à ce sujet, précise que cette libération est conforme à la loi.
« C'est très difficile à admettre pour les familles des victimes, mais cela fait partie des règles du système judiciaire. J'espère que Florence Rey sera bien encadrée » déclare Me Françoise Berrux, avocate des familles des trois policiers tués.
Cette libération intervient dans un climat marqué par plusieurs faits de violence dans lesquels des policiers sont pris pour cible ou tués. Une proposition de loi visant à supprimer les réductions de peine est déposée par des députés UMP. Celle-ci est rejetée. La proposition d'introduire une peine incompressible de trente années pour ceux qui tirent sur des policiers revient régulièrement depuis la fin de l'année 2009. De plus, l'affaire du groupe de Tarnac amène au centre de l'actualité la question de la menace de groupuscules d'extrême gauche. Pour justifier le danger que peuvent représenter les anarchistes, la fusillade de la place de la Nation est souvent citée comme exemple.
Le traitement médiatique de la libération de Florence Rey pose la question du droit à l'oubli pour les anciens détenus. La presse reste fascinée par le destin de celle qui a participé à une équipée meurtrière, puis a grandi en prison pour en sortir « transformée ». Durant l'enquête et les deux semaines d'assises, l'affaire fait régulièrement la « une » de la presse. Les journalistes s'intéressent particulièrement à la personnalité des deux amants, à leurs familles et à la vie de Florence Rey en prison. Cette attention se prolonge après le procès et même au-delà de la fin de peine. Ses proches comme ses avocats et l'administration pénitentiaire s'accordent pour dire qu'« [elle ne] veut pas qu'on parle d'elle. » Son avocate, Me Olivia Cligman, précise : « En réalité, elle a honte d'être devenue un personnage public sur des faits aussi épouvantables. » Aujourd’hui libre, Florence Rey souhaiterait tourner la page. Pour son avocat, Me Henri Leclerc : « Quinze ans de détention, c’est une lourde peine. J’avais demandé aux jurés de lui laisser la chance d’avoir un jour des enfants. Je souhaite maintenant qu’elle puisse vivre tranquille. »
Dans le cadre de sa réinsertion, Florence Rey rejoint à la fin du mois d'août 2009 l'équipe de tournage du film L'Orpheline avec en plus un bras en moins, réalisé par son ami Jacques Richard en Bourgogne. Elle est régisseuse-stagiaire et figurante dans le rôle d'une religieuse,. Le film sort dans les salles de cinéma au mois de janvier 2012 et elle est citée au générique. Après sa brève expérience dans le monde du cinéma, elle se dirige vers celui de l'édition en 2010, plus en rapport avec ses études d'assistante de gestion.

## La théorie du complot
À l'issue du procès de Florence Rey, bien des interrogations demeurent. Quelle contradiction entre une Florence Rey décrite par les médias comme froide et déterminée au soir du 4 octobre 1994 et celle qui comparaît devant ses juges, prostrée et incapable de s'exprimer au cours des deux semaines d'audience. 
Pourquoi le coaccusé Abdelhakim Dekhar alias « Toumi », a-t-il bénéficié d'une telle clémence, alors que deux témoins le reconnaissent comme le guetteur à la pré-fourrière de Pantin. Florence Rey elle-même, le désigne comme le « troisième homme ». Une des armes dérobées à Pantin n'a jamais été retrouvée. Un des témoins du braquage, Pierre Quesnay indique que : « les deux hommes et la femme ouvrent un sac de sport et en sortent une arme de poing, qui se retrouve entre les mains du plus petit homme ». Le signalement du « plus petit homme » détaillé par Pierre Quesnay, correspond à Abdelhakim Dekhar. Ce dernier est reconnu comme le manipulateur. Dekhar connaissait la pré-fourrière de Pantin. Il achète le premier fusil à pompe avec sa propre carte d'identité, alors que de faux papiers sont retrouvés à son domicile lors d'une perquisition. 
Quelle est la part de vérité avec la désignation par Dekhar, d'un officier, Gérard Manzanal, ancien sergent recruteur de la Légion étrangère à Bayonne et affecté auprès du commandement général des régiments étrangers ? Au mois de mai 1996, le juge Hervé Stéphan organise une confrontation entre Dekhar et l'officier en question. Il demande à quatre gendarmes âgés d'une cinquantaine d'années et habituellement employés au Palais de Justice, de venir dans son bureau en civil. Ces militaires s'alignent et parmi eux, le recruteur présumé. Dekhar reconnaît Manzanal et l'identifie formellement. Il déclare au juge : « c'est Gérard Manzanal, l'officier qui nous dirigeait à Beyrouth et m'a présenté à des officiers de la Sécurité militaire algérienne. Il était membre du SAC. C'est lui qui me l'a dit ».
Deux mois avant sa convocation par le juge, Gérard Manzanal reçoit la médaille militaire le 6 mars 1996 pour ses 28 années de services au sein de l'armée. Manzanal cultive le secret dans l'exercice de son métier et il nie toutes les allégations de Dekhar. Il explique au magistrat : « de par mes fonctions, je suis un homme public. Dans toutes les gendarmeries, les Anpe, les commissariats, il y a des affiches pour inciter les hommes à s'engager et j'agrafe ma carte de visite ». Le problème pour Manzanal est que sa carte de visite ne comporte pas de photographie et l'explication ne convainc pas le juge. D'autant que le nom de Gérard Manzanal est cité dans le dossier du GAL, cette mouvance dont les commandos ont semé la mort au Pays basque entre 1983 et 1987,. Et ce légionnaire aurait fait partie du Service d'action civique ? Cette organisation même dissoute le 3 août 1982 après la tuerie d'Auriol, compte toujours des membres actifs qui migrent vers de nouvelles structures, telles que la « Solidarité et défense des libertés » de Charles Pasqua et le « MIL ». Gilbert Lecavelier, ancien parachutiste et militant d'extrême droite du mouvement Occident, publie un ouvrage autobiographique en 1982, Aux ordres du S.A.C, où il explique que la stratégie de cette milice consiste à « déstabiliser le régime par des actions d'infiltration et d'intimidation pouvant aller jusqu'à la violence ».
La thèse de la manipulation policière que défend depuis son arrestation Abdelhakim Dekhar, est-elle crédible ou pas ? L'expertise psychiatrique de Dekhar précise qu'« il n'est pas impossible que les services de renseignement algériens ou français utilisent des personnes plus ou moins déséquilibrées, et plus ou moins insérées socialement, pour justement infiltrer les milieux marginaux ». Qui manipule qui ? Tant de questions qui restent sans réponses.
Le 15 novembre 2013, Abdelhakim Dekhar va à nouveau faire parler de lui. L'équipée du « tireur fou » fait la une de l'actualité.

## L'affaire Dekhar

### Abdelhakim Dekhar
L'affaire Florence Rey connaît un regain d'actualité médiatique en novembre 2013 avec celle du « tireur fou » qui sévit à Paris. Le vendredi 15 novembre, un homme attaque avec un fusil à pompe le siège de BFM TV. Sans tirer de coup de feu, il fait usage de son arme en mettant en joue le rédacteur en chef, Philippe Antoine. Le lundi 18 novembre, il blesse grièvement un assistant photographe de 23 ans dans les locaux du journal Libération. Le même jour, il se rend à La Défense devant les tours Chassagne et Alicante de la Société générale et prend pour cible la façade de la tour Granite par d'autres tirs, sans faire de victimes. Il couvre sa fuite vers les Champs-Élysées depuis Puteaux en prenant en otage un automobiliste, Chabane O. retraité. Dekhar monte dans la Renault Twingo du conducteur et menace celui-ci en lui présentant grenades et armes à feu dans son sac,. Une chasse à l'homme s'organise dans Paris et monopolise les forces de l'ordre, pendant que la presse s'implique dans la traque du tireur. Celui-ci est identifié grâce à la vidéo-surveillance et des traces d'ADN retrouvées sur les cartouches et la portière de l'automobile. Interpellé le mercredi 20 novembre dans un parking souterrain des Aubépines à Bois-Colombes dans les Hauts-de-Seine, il est présenté par les enquêteurs comme étant Abdelhakim Dekhar, déjà condamné le 30 septembre 1998, lors du procès de l'équipée meurtrière de Florence Rey et d'Audry Maupin. Le ministre de l'Intérieur Manuel Valls annonce la fin de la cavale du tireur parisien, tandis que le président de la République François Hollande et son Premier ministre Jean-Marc Ayrault rendent hommage à l'efficacité de la police et de la justice : « le déploiement et la mobilisation des moyens, humains et techniques, de l’État ont permis d'éviter que le pire ne se reproduise ». Abdelhakim Dekhar est mis en examen par le juge d'instruction dans la nuit du vendredi 22 au samedi 23 pour tentatives d'assassinats, enlèvement et séquestration. Dans une conférence de presse, le procureur de la République de Paris, François Molins, évoque une lettre de Dekhar retrouvée par les enquêteurs au moment des perquisitions, dont les propos confus « tournent autour d'un complot qui viserait à faire revenir le fascisme à travers l'action des médias, des banques, la gestion des banlieues et se terminent par l'évocation du Chant des partisans ».
Abdelhakim Dekhar est né le 24 septembre 1965 à Algrange dans le département de la Moselle. D'origine algérienne, il réside à Aubervilliers et fait partie des milieux d'ultra-gauche. Il est le fils de Larbi Dekhar, ancien agent de liaison du FLN pendant la guerre d'Algérie, ouvrier dans la sidérurgie d'Usinor-Sacilor, et de Reckia, mère au foyer, tous deux sont originaires de petite Kabylie. Abdelhakim Dekhar, alias « Toumi », dispose de la double nationalité, française et algérienne. Il a exercé les métiers de chaudronnier et d'animateur. Après sa sortie de prison en octobre 1998, il vit à Londres où résident sa sœur Farida et son frère Mohamed sans toutefois entretenir des relations familiales. Il épouse le 29 février 2000 une jeune femme d'origine turque, Gamze Aras, âgée de 27 ans,. Le 17 janvier 2013, il est condamné par la justice britannique pour coups et blessures envers sa seconde compagne, Valentina native de Lettonie, et doit : « porter un bracelet électronique, effectuer des travaux d'intérêt général et respecter un couvre-feu pendant six mois », jusqu’au 16 juillet 2013. Abdelhakim Dekhar revient en France ce même mois de juillet après avoir accompli sa peine en Grande-Bretagne. Il séjourne chez un ami arménien, Sébastien Simonian-Lemoine, rencontré à Londres et domicilié à Courbevoie, jusqu'au 10 novembre 2013. Dekhar avait fait appel de son jugement pour violences conjugales, appel rejeté le 16 octobre 2013. Il loge par la suite dans un hôtel parisien, Le Rivoli, situé rue des Mauvais-Garçons dans le 4e arrondissement, avant de commettre ses crimes. Dénoncé par son ami qui indique sa localisation le 20 novembre 2013 à la suite de la diffusion de sa photographie et l'appel à témoins, Abdelhakim Dekhar est retrouvé semi-inconscient dans sa voiture au sous-sol d'un parking de la rue du Général-Leclerc à Bois-Colombes, après une tentative de suicide. Hospitalisé à l'Hôtel-Dieu, il est incarcéré à Fleury-Mérogis où il entreprend une grève de la faim et ne veut plus de l'assistance de son avocat, Maître Rémi Lorrain. L'homme qui hébergeait Abdelhakim Dekhar dans les Hauts-de-Seine est de nouveau auditionné par la Brigade criminelle le 12 décembre 2013. Il est soupçonné par les enquêteurs d'avoir aidé Abdelhakim Dekhar à se débarrasser de son fusil à pompe qui n'a pas été retrouvé. Il est mis en examen le lendemain 13 décembre par le juge Quentin Dandoy chargé de l'enquête, pour « dissimulation ou destruction de preuves et recel de malfaiteurs », et laissé libre sous contrôle judiciaire.
Abdelhakim Dekhar cesse sa grève de la faim dans le courant du mois de janvier 2014 et un nouvel avocat, Me Thierry Lévy, assure désormais sa défense. Face aux enquêteurs ou au juge Quentin Dandoy, Dekhar refuse de s'exprimer sur les faits et persiste dans ses explications délirantes. Il revendique « un statut de prisonnier d'opinion » et réclame « l'abrogation du régime de détenu particulièrement signalé (DPS) qui lui est imposé ». Dans une lettre adressée à ses deux enfants et remise à son hébergeur parisien Sébastien Lemoine avant ses attaques armées, Dekhar énumère son parcours de « combattant » et confie à son logeur qu'il souhaite « se faire tuer par la police après une action d’éclat ou se suicider aux barbituriques ».
Le 25 novembre 2017, Abdelhakim Dekhar est condamné par la justice à vingt-cinq années de réclusion criminelle pour « tentatives d'assassinat et séquestration » en raison de son implication dans les fusillades de 2013. Il conteste la décision du tribunal trois jours plus tard en formant un recours devant la cour d'appel. Cette peine est confirmée à l'issue de son deuxième procès par la cour d'assises de l'Essonne le 13 septembre 2018. Au cours des débats, l'avocat général rappelle que l'accusé, lors de sa détention, a menacé également de mort l'un des surveillants au mois de mars 2018 et doutait de la sincérité d'Abdelhakim Dekhar. Quant à Sébastien Simonian-Lemoine, il est condamné à six mois de prison avec sursis pour avoir hébergé et remis de l'argent à Dekhar.

### Le droit à l'oubli de Florence Rey
Le samedi 23 novembre 2013, après l'arrestation d'Abdelhakim Dekhar, Florence Rey fait savoir par le biais de son avocat, Maître Henri Leclerc, qu'elle n'a aucune relation avec Dekhar depuis 1994 et condamne les actions criminelles dont il est accusé. Florence Rey revendique le droit à l'oubli, : 

« N'ayant plus aucun lien avec le dénommé Abdelhakim Dekhar depuis 1994, et ayant payé ma dette à la société, je m'étonne que, pour illustrer les récents événements tragiques, ma photo se soit retrouvée aussitôt en bonne place dans les médias, avec les conséquences graves que ça représente forcément pour qui cherche à retrouver une vie normale. Pour ma part, j’ai souvent condamné et regretté les terribles événements du 4 octobre 1994 et leurs conséquences pour les victimes et leur famille. Je m'étonne enfin que ce sinistre personnage n'en ait pas lui aussi retiré les enseignements qui s'imposent, et qu'il ait choisi de replonger dans des actions criminelles graves et dramatiques. »

La presse et les journaux spécialisés du cinéma, annoncent en janvier 2014, la préparation d'un film biographique intitulé Rey, Florence Rey par le réalisateur Jacques Richard, le compagnon de Florence Rey. Celle-ci participe également au scénario et le long-métrage devait sortir en salles au début de l'année 2015. Cette information intervient deux mois après l'affaire Abdelhakim Dekhar et l'ébauche de deux autres films réalisés respectivement par Éric Raynaud et Arnaud Desplechin, en 2013 (voir à ce sujet, le chapitre Cinéma). Le projet de Jacques Richard vient en contradiction avec les précédentes déclarations de Florence Rey qui « ne voulait plus faire parler d’elle », souhaitait « l'anonymat » et sollicitait « le droit à l'oubli »,.

### «La traque passe par Wikipédia»
La journaliste Camille Gévaudan souligne, par le titre de cet article publié dans le journal Libération, une particularité du traitement médiatique de l'affaire Dekhar.
Le lundi 18 novembre 2013, l'article concernant le dossier Rey-Maupin dans l'encyclopédie en ligne Wikipédia connaît un fort taux de visites entre 12 h et 13 h avec 333 consultations (590 pour la journée entière), bien supérieur à la moyenne journalière. La relation avec les événements parisiens en cours et cette affaire qui remonte à 1994, est évoquée. En effet, le mode opératoire du tireur qui agit dans Paris depuis le vendredi 15 novembre, n'est pas sans rappeler celui, entre autres, de Florence Rey et Audry Maupin : cavale d'un individu armé, tirs, automobiliste pris en otage. La presse, dans ses investigations concernant des affaires similaires, suggère également le couple Rey-Maupin mais le nom du criminel est encore inconnu des enquêteurs. D'autre part, les recherches sur internet avec les mots-clés « fusil à pompe » et « sac de sport » à cette période amènent prioritairement vers la page Wikipédia de l'affaire Rey-Maupin.
L'article atteint 35 515 fréquentations quand le nom du tireur arrêté par la police est dévoilé le mercredi 20 novembre 2013. Dekhar ne figure alors dans cet article que pour sa participation à l'affaire Rey-Maupin comme fournisseur de l'arme du crime et guetteur de la pré-fourrière de Pantin.
Le pic de fréquentations est franchi le jeudi 21 novembre avec 125 026 consultations, à la suite de la médiatisation de la journée du 18 novembre sur l'article en question. L'engagement des internautes qu'ils soient policiers, journalistes ou simples lecteurs à la recherche d'informations, relayée par les réseaux sociaux, démontre l'attrait du public pour le fait divers, à l'image des cinéastes (consulter à ce propos le chapitre Cinéma). Les internautes-enquêteurs utilisent Internet comme un moyen d'investigation, à l'affût de la moindre trace numérique, et Wikipédia n'échappe pas à la règle. Dans le cas présent, nul n'a fait la relation entre les photographies du suspect et « le troisième homme » de la pré-fourrière de Pantin,.

## Œuvres inspirées par l'affaire
L'affaire Rey-Maupin exerce une grande fascination et inspire de nombreux artistes.

### Littérature
Frédéric Couderc, journaliste, publie après le procès de Florence Rey en octobre 1998, un livre d'investigations sur cette affaire, résultat d'une enquête auprès des proches de Florence Rey et d'Audry Maupin, « pour comprendre comment des étudiants, destinés a priori à un avenir privilégié, ont pu sombrer dans le monstrueux ». L'ouvrage soulève la question de la motivation du couple Rey-Maupin de ce besoin d'exister, de donner un sens à sa vie et qui bascule dans la tragédie.
Frédéric Couderc évoque une citation de Florence Rey au moment de l'occupation, avec son compagnon Audry Maupin, du squat au no 1 rue Becquet à Nanterre,,, :

« Ah, j'existe, je le sens. C'est loin d'être une consolation. C'est parfois plus triste, puisque je n’ai pas d'histoire. Je me tais, mais je ne sauve pas le monde. Je sens déjà l'influence de la morale, de la police de la pensée … Certains sont prêts au combat, mais se feront vite briser, d'autres sont déjà brisés et plus tard, ne sauront jamais nommer leur mal … En face, la prison de Nanterre, toujours illuminée, qui me rappelle concrètement la réalité de ce monde. Je ferme la fenêtre et retourne à la chaleur de ma cellule et je pense à un refrain à deux francs : Que devient le rêve, quand le rêve est fini ? »

David Foenkinos consacre un roman à l'affaire Rey-Maupin, Les Cœurs autonomes, dans lequel il met l'accent sur l'enchaînement fatal de l'histoire d'amour désespérée qui a fait de ces deux jeunes gens des meurtriers. Le romancier analyse la radicalité politique d'Audry Maupin. Elle le captive d'un point de vue psychologique comme un élément de la relation des amants et de la violence des sentiments entre eux. Pour Foenkinos, le couple a créé inconsciemment une machine infernale dès leurs premières rencontres. Elle les dépasse et les mène toujours plus loin jusqu'à la folie et à l'irréparable. Le jour de la fusillade, il aurait pu, selon lui, ne rien se passer ou presque. Foenkinos décortique la série d'imprévus et de grains de sable qui font dévier le projet initial. L'engrenage emporte inexorablement le jeune couple dans la démence jusqu'au moment où la mort sépare ceux qui avaient fini par ne plus former qu'un seul être : 

« Une balle le touche, et il bascule en arrière. Ses yeux sont ouverts. Une seule balle. Il est neutralisé. Il n'y a aucun doute. Les policiers se rapprochent lentement de la voiture. Ils crient à la seconde personne de se rendre. Ils ne savent pas encore qu'il s'agit d'une femme, ils ne savent pas encore qu'il s'agit d'une si jeune femme. Elle n'entend rien. Ni les mots, ni les pas de ceux qui avancent vers elle, armes en avant. Elle regarde son amour, immobile déjà, et calme. Presque soulagé par la mort. Elle s'approche de lui, et pose ses lèvres sur ses lèvres. Ce moment est parsemé de tous les moments, en folie, à la vitesse supérieure, les moments de leur amour tourbillonnants autour de leurs deux visages comme la vie défile aux yeux de ceux qui glissent vers le néant ; le néant qui l'attend, lui, dans l'au-delà, et elle dans l'en-delà ; tous deux vers le néant. Les instants du premier baiser, la bataille de polochons, l'amour mauvais des mauvais jours aussi, les montées et les descentes des montagnes, les excitations infinies, les illusions perdues, le bonheur absolu, évident, le temps suspendu, tout est là, encore à cet instant, encore plus évident et plus fort que jamais, peut-être. Le goût de ses lèvres, dans le froid. Le goût de ses lèvres, comme une transmission de la mort. »

Florence Rey est devenue une icône de la contre-culture. Gérard Guégan a, par exemple, affirmé que dans une sorte de prémonition, il avait écrit La Rage au cœur (Champ libre, 1974) dans l'immeuble de la ZUP d'Argenteuil où Florence Rey a passé son enfance. Des jeunes gens arborent la photographie anthropométrique de Florence Rey sur leurs t-shirts avec le slogan « Freedom Florence ». Cette expression difficilement traduisible, peut signifier soit qu'ils demandent sa libération, soit qu'elle est pour eux un symbole de liberté. Durant les mois qui ont suivi la fusillade, de nombreux intellectuels, éditorialistes, sociologues ont été amenés à donner dans la presse leur interprétation du fait divers et ce qu’ils pouvaient dire de l’évolution de la société.
Florence Rey inspire Patrick Besson dans son recueil Sonnet pour Florence Rey et autres textes. Le poète s'y découvre une complicité secrète avec la criminelle. Tous deux sont des figures de « hors-la-loi », réfractaires à l'ordre établi, incapables de trouver leur place dans la société. Le poète déclare sa flamme à Florence Rey et, par provocation, dit rêver de se marier avec l’adolescente, « qui n'aimera jamais sur terre qu'un seul garçon. » La figure de Florence Rey, sous le patronage de laquelle est placé l'ensemble de l'œuvre, allie la rébellion et l’amour à la critique de la société, thèmes qui sont les fils conducteurs des textes réunis dans la suite du livre. Patrick Besson continue à explorer les liens entre l’écrivain et le hors-la-loi, esquissés sous forme de défis dans le sonnet, au travers de portraits d’écrivains qui ont connu la prison, Louis-Ferdinand Céline et Jean Genet. De même, la critique des médias amorcée dans le poème en introduction, se prolonge avec les portraits acides de personnalités dans la seconde partie de l'ouvrage.
- Pour Jean-Paul Bourre, Florence Rey incarne la révolte et une icône de la culture rock’n'roll : Sexe, Sang & Rock'n'Roll[146].
- Gwenaëlle Aubry, qui dit être fascinée par le visage et par le silence de Florence Rey enfermée dans sa prison intérieure[147], s'en est inspirée dans son roman L'Isolée[148], ainsi que dans un récit, L'Isolement[149], où il est question du deuil et de la désolation.
- Gérard Lambert, assistant social en milieu pénitentiaire, a consacré deux romans à l’affaire. Dans D’eau et de braise[150], il cherche à comprendre par quelle dérive l’adolescente intelligente, cultivée et sensible, est passée du mal de vivre au geste fatal. Dans Comme un jeu d’enfants[151], il décrit la descente aux enfers des deux adolescents dépassés par leurs jeux de rôles dans lesquels ils se sont emprisonnés.
- Mano, dans son roman d’anticipation Un monde parfait[152], met en scène un jeune couple rebelle, Léa et Samuel, qui choisit la marginalité et qui n'est pas sans rappeler Florence Rey et Audry Maupin.
- Roberto San Geroteo, poète et traducteur espagnol, lui a dédié un poème dans son recueil Gens de la nuit[153]. Elle y apparaît comme une revenante d’outre-tombe, une étrangère enfermée pour toujours dans sa nuit, « parti[e] en fumée le long des rues », consumée « au bout de son rêve ».
- On reconnaît facilement l’histoire de Florence Rey, dans la nouvelle L’Anamor(t) de Renaud Santa Maria parue initialement dans la revue Bordel no 11 (2009) et reprise dans le recueil Le Cœur en berne (Stéphane Million éditeur, 2010). Le texte se présente comme le monologue d’une jeune femme détenue depuis 15 ans. Renaud Santa Maria fait de Florence Rey le symbole de l’amour fou qui peut mener à la mort et en même temps lui résiste. Dans le recueil, elle apparaît comme une icône post-punk. Sa figure semble dire la faillite des idéaux de l’adolescence à laquelle succède la résignation.
- Jacky Bensimon, l’un des otages, a écrit un livre de témoignage où il raconte sa vie avant le 4 octobre 1994, la prise d’otage et la manière dont il a vécu l’enquête et le procès[154].
- Patrick Burgaud a créé un récit numérique interactif sur Florence Rey, en 2001[155].
- Lionel Bourg lui a consacré des pages notamment dans Matière du temps en 1996[156].
- On peut encore citer Florence Rey par Jean-Roger Bourrec[157] et L’Affaire Florence Rey de Cathy Capvert.

### Bandes dessinées
- 2005 : Chantal Montellier traite ce fait divers sous l'angle politique dans une bande dessinée, Les Damnés de Nanterre[158], en mettant en évidence le rôle du troisième homme. Elle replace la fusillade dans une filiation idéologique, une lutte commencée dans les Années de plomb. Florence Rey et Audry Maupin seraient le dernier maillon de cette histoire.

### Cinéma
- 1994 : un court métrage d'Alain Raoust, Muette est la girouette, se présente comme une lettre filmée, adressée à Florence Rey. Le film est tourné sous le coup de l'émotion suscitée par le braquage dans la semaine qui l'a suivi, en octobre 1994 et se termine par : « … et j'espère que tu resteras muette, que tu ne parleras jamais. » Alain Raoust s'est également inspiré de Florence Rey dans son film La Cage[159]. Le réalisateur évoque la reconstruction d'une détenue à sa sortie de prison, au travers d'un long chemin initiatique dans la montagne. Elle y apprend à s'accepter, se réconcilie avec elle-même et retrouve le courage de regarder vers l'avant. L'actrice principale Caroline Ducey pour incarner son personnage, « n'avait en tête qu'un visage, dès la lecture du scénario, celui de Florence Rey[159] ». La similitude est grande avec la passion d'Audry Maupin pour l'escalade, passion à laquelle le jeune homme avait initié sa compagne.
- 1995 : dans La Cérémonie, Claude Chabrol se sert discrètement de l'image de Florence Rey à des fins narratives. Au cours de la rencontre de Jeanne et Sophie, Jeanne, jouée par Isabelle Huppert, tient sa photo à la main. Un parallèle est ainsi suggéré entre Sophie et l'image de jeune femme mutique, froide et mystérieuse de Florence Rey[160].
- 1998 : le réalisateur Thomas Gilou tente de monter un long-métrage autour de l'équipée meurtrière. Ce premier projet de film sur l'affaire Rey-Maupin est resté sans suite[161].
- 2000 : dans le court-métrage Aux Abois[162], Luc Wouters suit le parcours de Florence Rey et d'Audry Maupin dans les rues de Paris en adoptant un point de vue subjectif. Avec les voix de Cécile Garcia Fogel et Mehdi M. Drais. L'actrice termine le récit par : « Il n'y a pas de visa pour le paradis. »
- 2010 : la relation entre Florence Rey et Audry Maupin a influencé Isabelle Czajka pour aborder les rapports entre les personnages de son film D'amour et d'eau fraiche. Le scénario de l'histoire est celui d'une jeune femme fascinée par un marginal qui se laisse entraîner par lui.
- 2010 : projet de long-métrage sur l'histoire de Florence Rey et Audry Maupin sous le titre, La Tuerie de la Nation, adapté du livre de Jacky Bensimon avec l'actrice Aurélie Matéo dans le rôle de Florence Rey. Le tournage devait commencer au mois de septembre 2010[163]. Ce projet est abandonné.
- 2011 : l'affaire Rey-Maupin doit également servir de trame pour le long-métrage Voisines de la réalisatrice Marie-Hélène Mille, avec la comédienne Stéphanie Crayencour. Les premières scènes étaient prévues pour novembre 2011[164]. Mais cette ébauche sur l'affaire ne va pas aboutir.
- 2013 : nouveau projet de cinéma sur un film biographique : L'Affaire Florence Rey-Audry Maupin, avec pour actrice principale Christa Theret[165]. Le réalisateur est le scénariste Éric Raynaud[166] et ce long-métrage est en cours de financement. Comme les projets précédents, celui-ci est finalement abandonné.
- 2013 : depuis la tentative de Thomas Gilou à la fin des années 1990, un cinquième projet de film sur cette affaire est entrepris par le réalisateur Arnaud Desplechin[161]. Affaire qui connaît un retour sur la scène médiatique avec l'arrestation le 20 novembre 2013 du tireur fou, Abdelhakim Dekhar, l'ancien complice de Florence Rey et Audry Maupin. Mais nouvel abandon du réalisateur.
- 2013 : la réalisatrice suédoise Mia Engberg s'inspire de l'affaire Rey-Maupin dans son documentaire autobiographique, également considéré comme une autofiction, Belleville Baby. Dans ce film, Engberg raconte son histoire d'amour avec un homme de la banlieue parisienne, une histoire qu'elle compare avec celle de Florence Rey et Audry Maupin[167].
- 2014 : le réalisateur Jacques Richard et compagnon de Florence Rey jusqu'en 2015, envisage un long-métrage intitulé : Rey, Florence Rey[130]. Celle-ci participe aussi au scénario. Ce film biographique dont la sortie dans les salles de cinéma était prévue au début de l'année 2015, reste à l'état de projet et il finit par être abandonné (se reporter au chapitre : Le droit à l'oubli de Florence Rey).

### Télévision
- 2003 : l'épisode de la série Commissaire Moulin intitulé « Les Lois de Murphy » (saison 7) est inspiré de la fusillade de la Nation ainsi que de la tuerie de Nanterre perpétrée par Richard Durn. Le feuilleton est sorti le 9 décembre 2004.
- 2003 : l'émission Faites entrer l'accusé, présentée par Christophe Hondelatte, est consacrée à l'affaire Rey-Maupin, sous le titre « Florence Rey-Audry Maupin, tueurs nés ? ». Documentaire de Marie-Sophie Tellier, diffusé sur France 2 le 14 décembre 2003 (4e saison) et rediffusé le 19 février 2008. Pour la première fois, Bernard Maupin, le père d'Audry, apporte son témoignage et Maître Olivia Cligman, avocate, nous éclaire sur la personnalité de Florence Rey. Principaux intervenants : Denis Rouillé et Marie, amis de Florence Rey et Audry Maupin. Jacky Bensimon et le docteur Georges Monnier, les otages. Jean-Claude Mules et Pierre Valéro, anciens enquêteurs de la Brigade criminelle. Brigitte Jacob, veuve du motard Guy Jacob. Maître Emmanuelle Hauser-Phelizon, avocate d'Abdelhakim Dekhar. Maître Françoise Berrux, avocate des familles des policiers. Maître Marie-Christine Chastand-Morrand, avocate des parties civiles. Maître Jean Chevrier, avocat de la famille d'Amadou Diallo. Dominique Rizet, Patricia Tourancheau, Élisabeth Fleury et Audrey Goutard, journalistes.

### Théâtre
- 1997 : Florence Rey intervient dans Karl Marx théâtre inédit de Bernard Chartreux, monté par Jean-Pierre Vincent en 1997 au théâtre des Amandiers à Nanterre.
- 2004 : Florence Rey est l'un des personnages de la pièce de théâtre de Claudine Galéa, Les Idiots[168]. Cette pièce de théâtre rassemble cinq hommes et quatre femmes, adolescents entre 13 et 19 ans. Florence est l'une d'entre elles et s'adresse directement au public dans un long monologue. Cette pièce a eu du succès dans le milieu théâtral[169].
- 2005 : au théâtre du Nord en mars 2005, la pièce Clara 69 de Gildas Milin s'inspire de la figure de la jeune femme[170].
- 2005 : la troisième pièce Une nuit au poste d'Éric Rouquette, auteur dramatique, est influencée par l'histoire de Florence Rey et d'Audry Maupin : « Pourquoi revenir sur cette affaire ? Parce que le destin de Florence Rey est lié à une rencontre, rencontre à laquelle elle s'est accrochée. Parce que la vie tient parfois à une somme de manques : des parents absents, une jeunesse qui grandit dans la noirceur et la solitude, et qui trouve soudain en quelqu'un une étincelle, une raison d'exister. Je retrouverai beaucoup de ce thème en écrivant Une nuit au poste[171]. » Cette pièce est créée en juillet 2005, lors du Festival d'Avignon au Théâtre La Luna, puis reprise en mai 2007 à Paris, au théâtre Mouffetard et de nouveau à Avignon au théâtre des Corps-Saints, au mois de juillet 2012. Une nuit au poste est publiée en décembre 2006[172].
- 2008 : Sandrine Bauer a traité ce fait divers dans une pièce, J'ai pas rêvé longtemps, montée à l'Espace 44 à Lyon en 2008, où elle imagine Florence Rey à sa sortie de prison qui revit les étapes de sa vie : la passion dévorante de son premier amour, les randonnées en montagne encordée à Audry, la nuit de folie meurtrière où elle le suit, puis le vide de la détention.
- 2009 : dans la pièce Ce que les enfants racontent à leurs parents quand ils dorment, jouée en novembre 2009 dans la salle Les Pipots à Boulogne-sur-Mer, Ludovic Longelin, auteur, metteur en scène et comédien, trace le portrait d'une jeune criminelle qui loin de se sentir coupable trouve le sens de sa vie dans le meurtre. Le geste de tuer devient pour elle l'unique manière d'affirmer sa présence au monde[173].
- 2011 : au Festival d'Avignon en juillet 2011 est jouée au théâtre Présence Pasteur, la pièce Tom et Lou de Jacques Develay. Cette pièce est construite autour de l'affaire Florence Rey : « l'histoire d'une dérive où comment l'amour fou entre un jeune homme et une jeune fille, amène à un désastre lors d'une folle virée nocturne ». On retrouve les deux anges noirs, Tom et Lou, au centre socio-culturel Le Local[174] à Poitiers du 9 au 13 avril 2013.
- 2016 : Pauline Peyrade est l'auteure de la pièce Bois impériaux, dont la conception du projet est de Das Plateau et la mise en scène de Céleste Germe : « j’étais partie sur les traces de Florence Rey et Audry Maupin, deux jeunes anarchistes qui ont braqué une préfourrière et ont tué des policiers à la suite d'une cavale au milieu des années 1990, et au fil de l'écriture je me suis retrouvée avec un frère et une sœur perdus sur une route, la nuit, encerclés par la forêt »[175].

### Musique
- En musique, de nombreuses chansons lui ont été consacrées et révèlent des interprétations radicalement différentes du fait divers. Plusieurs rappeurs citent ainsi « la tueuse de flics » qui était devenue, selon une journaliste, une « égérie rebelle sacralisée dans les banlieues »[176]. Parmi ceux-ci, on peut citer le ministère A.M.E.R. (sacrifice de poulets), Soprano (Le divan, second titre de l'album Puisqu'il faut vivre), LIM (Mon frère), Booba (100-8 zoo), Relic (Regarde), MC Solaar (Gangster moderne), Keny Arkana, Kayna Samet (Tueuse née) ou le groupe NTM. Booba la considère comme une héroïne et lui crie son admiration : « d'vrait y avoir plus de filles comme Florence Rey ».
- Le groupe de Rock, The Kills, rend fréquemment hommage à Florence Rey dans leurs interviews et dans leurs concerts en la présentant comme une héroïne punk, icône de la révolte nihiliste de la jeunesse. Ils lui ont dédié la chanson Fuck the people, et sa photographie figure sur la pochette de leur disque Black Rooster. Lors de leur concert au Printemps de Bourges en 2005, la chanteuse et le guitariste confirment que le nom du groupe est une référence à l'équipée sauvage des jeunes amants[177]. Le couple Alison Mosshart et Jamie Hince, persévère au moment de leur troisième album en 2008 : « Nous n'agirons jamais comme elle, mais nous vivons la même chose, dont elle a cherché à sortir à sa façon. Dans un genre de révolte, son exemple reste impressionnant »[178] et à la sortie de Blood Pressures en 2011, Jamie Hince déclare qu'il aimerait rencontrer Florence Rey : « Je pense que c'est une personne importante. Elle est iconique, cinématographique, c'est du pur nihilisme »[179].
- Des groupes anarcho-punk français se réclament de Florence Rey comme porte-drapeau d'un combat politique, notamment Dead Spike, Perfusés : J't'aurais aimée, Pousse au Krime, ou Pekatralatak dans On va tous mourir et Liberté. Cette chanson réclame sa libération et l'associe aux militants d'Action directe. Le disque de Pekatralatak est également accompagné d'un texte racontant son procès.
Le groupe d'indie rock espagnol Fine! a intitulé Florence Rey, une plage électronique expérimentale sur leur premier EP, en 2000. Les Edmonds, groupe de jazz marseillais, a fait de même pour l'une de ses musiques sur leur disque Enfin, en 1999 : L'Oppossum (Florence Rey).
- Le groupe de punk rock anarchiste britannique, Chumbawamba, dédie sa chanson Stitch That extraite de leur album Shhh (en) à Florence Rey, au cours de leurs concerts peu de temps après les événements du 4 octobre 1994.
- Les chansons dédiées à Florence Rey dans les années qui ont suivi son procès par des artistes qu'ils soient connus ou confidentiels témoignent d'un élan de sympathie d'une partie du public pour celle qui avait été présentée lors des audiences comme une adolescente fragile dépassée par ses actes. Bertrand Louis a donné son nom à l'une de ses chansons où il évoque un rêve d'évasion et de liberté qui ne peut se réaliser que hors la loi. Le groupe rock Subway imagine ce que la jeune fille ressent lorsqu'elle est allongée sur le sol à la fin de la fusillade à côté du corps de son compagnon : Eva sur Rien ne se voit en 2003. Elle a inspiré à FFF, Mon désordre sur l'album Vierge. Cette chanson est une réflexion sur ce fait divers que les médias ont catalogué comme la révolte d’une génération d'incompris en oubliant la personne qui a commis l'acte. Pour Kayna Samet celle dont la presse a fait un monstre était juste une adolescente amoureuse à la folie. Elle s'indigne de l'insensibilité de la justice.
- Yves Simon a écrit Pardonnez pour Florence Rey, chanson dans laquelle il prend sa défense et demande l'indulgence pour une erreur de jeunesse.
- Alain Souchon dans 8 m2 parle du quotidien d'une détenue qui a « foutu sa vie en l'air », parce qu'elle a voulu suivre son amant[180].
- Nessbeal cite Florence Rey sur le morceau Peur d'aimer de l'album Roi sans couronne, sorti en 2008.
- Le groupe de metalcore nancéien La Horde publie la chanson Nuclear Mind sur l'album En passant par le monde en 2012. La chanson, sans parti pris, revient sur la chronologie des évènements[181].

### Radio
- 1999 : Christophe Deleu consacre une évocation radiophonique sur ce fait divers, le 24 avril 1999 à France Culture. Il met en perspective la dérive du jeune couple et la révolte désespérée dans laquelle il s'enferme au sein du malaise et des déceptions de toute une génération[182].
- 2009 : émission de Jacques Pradel sur L'Affaire Florence Rey et Audry Maupin dans Café crime, diffusée le 6 juillet 2009, sur Europe 1 avec comme invitées, Patricia Tourancheau et Olivia Cligman.
- 2011 : l'artiste Lucie Rébéré prête sa voix pour le personnage de Florence Rey dans une fiction radiophonique à France Culture : Marathon.
- 2012 : lors du centenaire de la Brigade criminelle, l'affaire Rey-Maupin est évoquée en seconde partie dans l'émission L'Heure du crime sur RTL, présentée par Jacques Pradel, le 5 juillet 2012 avec pour invité, Olivier Bordaçarre, écrivain[183].
- 2014 : émission de Fabrice Drouelle sur Florence Rey et Audry Maupin, une dérive meurtrière dans Affaires sensibles, diffusée le 3 septembre 2014, sur France Inter avec pour intervenant, Frédéric Couderc, romancier et écrivain[184]. Rediffusion le 11 janvier 2017 avec pour invité Emmanuel Pierrat, avocat au barreau de Paris, écrivain, essayiste et actuel avocat de Florence Rey.
- 2017 : émission de Patricia Martin sur Florence Rey dans Le fait divers de la semaine, diffusée le 3 décembre 2017, sur France Inter avec pour intervenant, Patricia Tourancheau, journaliste[185].
- 2024 : podcast de Jeanne Rouxel sur Justice et faits divers dans Affaire Florence Rey : qui est cette femme condamnée pour avoir participé à une terrible fusillade il y a 30 ans ? et diffusé le 3 mai 2024 sur RTL[186].
À écouter dans la même émission :
  - Les femmes et la justice : l'affaire Florence Rey.
  - L'affaire Rey-Maupin : la nuit sans retour des tueurs de la Nation.

### Arts plastiques
- 2009 : dans les arts plastiques, Claude Lévêque fait référence à Florence Rey dans ses installations, notamment dans « Le grand soir », exposition présentée en 2009 à la Biennale de Venise et construite autour d'une citation attribuée à l'étudiante : « Nous voulons en finir avec ce monde irréel[187]. »

### Articles de presse
: document utilisé comme source pour la rédaction de cet article.
- Henri Haget, « Le cas Florence Rey », L'Express,‎ 10 septembre 1998 (lire en ligne).
- Jean-Michel Dumay, « Au procès de Florence Rey, les jurés vont devoir juger une parenthèse meurtrière de 25 minutes », Le Monde,‎ 29 septembre 1998, p. 20.
- Jean-Michel Dumay, « Florence Rey en jeune fille timide placée sous l’emprise de son premier amour », Le Monde,‎ 26 septembre 1998, p. 10.
- Jean-Michel Dumay, « Audry Maupin et son impatience à exister en opposition à la société », Le Monde,‎ 25 septembre 1998, p. 11.
- Jean-Michel Dumay, « L'autre visage de Florence Rey », Le Monde,‎ 18 septembre 1998.
- Patricia Tourancheau, « Au bout de sa peine », Libération, Paris,‎ 26 juin 2009 (lire en ligne)
- Patricia Tourancheau, « Y avait pas à discuter ils étaient armés : des témoins ont reconstitué le film du braquage », Libération, Paris,‎ 19 septembre 1998 (lire en ligne).
- Patricia Tourancheau, « Florence Rey, quatre ans après ce soir-là », Libération, Paris,‎ 17 septembre 1998, p. 16 (lire en ligne).
- Patricia Tourancheau, « Florence Rey à mots découverts », Libération, Paris,‎ 29 décembre 1997.
- Patricia Tourancheau, « Florence Rey, les regrets d'une dérive meurtrière », Libération, Paris,‎ 20 septembre 1996 (lire en ligne).
- Patricia Tourancheau et Michel Henry, « La nuit sanglante de Florence Rey », Libération, Paris,‎ 6 octobre 1994 (lire en ligne).
- Isabelle Monin, « Notre fils ce meurtrier », Le Nouvel Observateur,‎ 8 octobre 1998.
- Isabelle Monin, « Une jeune fille sous influence », Le Nouvel Observateur,‎ 1er octobre 1998.
- Élisabeth Fleury, « Vingt ans de prison pour Florence Rey, la complice », L'Humanité,‎ 2 octobre 1998 (lire en ligne)
- Cathy Capvert, « Affaire Rey-Maupin : le troisième homme implique un responsable de la légion », L'Humanité,‎ 28 mai 1996 (lire en ligne)

### Ouvrages
: document utilisé comme source pour la rédaction de cet article.
- Pascal Dague (dir.), L'affaire Rey-Maupin : la gamine, Paris, Éditions Sydney Laurent, 28 juillet 2020 (1re éd. 2020), 120 p. (ISBN 979-1-03263-641-1, BNF 46599253, présentation en ligne)
- Yann Frémy, Soleil froid et autres nouvelles, Ottignies-Louvain-la-Neuve, Éditions Academia-L'Harmattan, 14 avril 2016, 112 p. (ISBN 978-2-8061-0279-9)
- Pascal Dague, L'affaire Rey-Maupin, Paris, Éditions Édilivre, coll. « Classique », 2 avril 2014, 112 p. (ISBN 978-2-33270-525-9)
- Olivier Bordaçarre, La crim' 1912-2012 : la brigade criminelle à travers dix affaires mythiques, Le Point hors-série et la revue Alibi, 5 juillet 2012, « Tueurs nés », p. 76 à 81.
- Jean-Michel Dumay, Le Monde : les grands procès 1944-2010, Paris, éditions Les Arènes, 5 janvier 2010, 576 p. (ISBN 978-2-35204-099-6), « La folle cavale de Florence Rey », p. 402-405.
- Christophe Hondelatte, Les Grandes Histoires criminelles : de Pierrot le Fou à l'affaire d'Outreau, éditions Hors Collection, 16 octobre 2008, 192 p. (ISBN 978-2-25807-627-3), « L'odyssée sanglante de Florence Rey et d'Audry Maupin », p. 160-163.
- David Foenkinos, Les Cœurs autonomes, Paris, éditions Grasset, coll. « Ceci n'est pas un fait divers », 10 mai 2006, 180 p. (ISBN 978-2-24669-481-6).
- Chantal Montellier, Les Damnés de Nanterre, Paris, éditions Denoël, coll. « Denoël Graphic », 10 février 2005, 88 p. (ISBN 978-2-20725-629-9).
- Jacky Bensimon et Marie-Christine Daunis, L'Otage : la tuerie de la Nation, éditions Cheminements, coll. « Ma part de vérité », 15 octobre 2003, 200 p. (ISBN 978-2-84478-216-8).
- Jean-Roger Bourrec, Florence Rey, Éditions Flammarion, 8 mars 2003 (1re éd. 1995) (ISBN 978-2-08067-162-2)
- Frédéric Couderc (dir.) (enquête), Bac+2+Crimes : l'affaire Florence Rey, Paris, Éditions Raymond Castells, coll. « Sciences humaines et sociales », 15 octobre 1998 (réimpr. 15 février 2007) (1re éd. 1998), 188 p. (ISBN 978-2-91258-722-0, BNF 37068704).
- Christophe Deleu, « Deux ou trois choses que je ne sais pas de Florence Rey », Esprit, Éditions Esprit, no 246,‎ octobre 1998, p. 133 à 154.
- Cathy Capvert, L'Affaire Florence Rey-Audry Maupin, Éditions Actes Sud, août 1998 (ISBN 978-2-91464-526-3)
- Patrick Besson, Sonnet pour Florence Rey et autres textes, Éditions L'Âge d'Homme, coll. « La Fronde », 7 mai 1996, 168 p. (ISBN 978-2-82510-724-9, lire en ligne)

### Documentaires
- DVD 17 juin média : « Florence Rey, Audry Maupin : Tueurs nés ? » Un document de Marie-Sophie Tellier - Faites entrer l'accusé - série proposée par Christian Gerin, présentée par Christophe Hondelatte, produite par 17 Juin Média, réalisée par Bernard Faroux, rédacteur en chef : Christian Huleu. Décembre 2003.
- Vidéo du magazine culturel Grand Public : « Florence Rey : sa vie comme un film ou la muse sulfureuse ». Émission présentée par Aïda Touihri et diffusée sur France 2, le samedi 30 novembre 2013. Entretien du journaliste Eddy Pizzardini. Principaux intervenants : le réalisateur Jacques Richard qui témoigne sur sa compagne Florence Rey, Frédéric Couderc journaliste d'investigation, Éric Raynaud réalisateur et scénariste, Christa Theret actrice, Yves Simon auteur-compositeur, Chantal Montellier scénariste et dessinatrice de bandes dessinées, Françoise Berrux avocate des familles de victimes.